# 大英博物館
大英博物館（だいえいはくぶつかん、英: British Museum）は、イギリス・ロンドンのブルームズベリー地区にある人類の歴史、芸術、文化を専門とする国立博物館であり、世界で最初の公立博物館である。大英帝国時代に広く収集された約800万点の常設コレクションは、現存するものの中で最大かつ最も包括的なものであり、人類の文化の始まりから現在までを記録している。
1753年、イギリス系アイルランド人の医師であり科学者であるハンス・スローン卿のコレクションをもとに設立された博物館は、1759年に現在の建物の敷地内にあるモンタギュー・ハウスで初めて一般公開された。その後250年以上に渡り、イギリスの植民地化が進んだ結果、いくつかの分館が設立され、最初の分館は1881年に設立された自然史博物館だった。
1973年、前年の大英図書館法により、大英博物館から図書館部門が切り離されたが、1997年までは博物館と同じ建物内（図書館室など）で、現在は分離された大英図書館を受け入れていた。博物館はデジタル・文化・メディア・スポーツ省が後援する非省庁型公共団体であり、英国の他の国立博物館と同様に、貸し出し展示を除き入場料は無料である。
他国で生まれた最も有名な作品の所有権は争われており、特にギリシャのエルギン・マーブルやエジプトのロゼッタ・ストーンのケースでは、本国送還の要求を通じて国際的な論争の対象となっている。

## 歴史

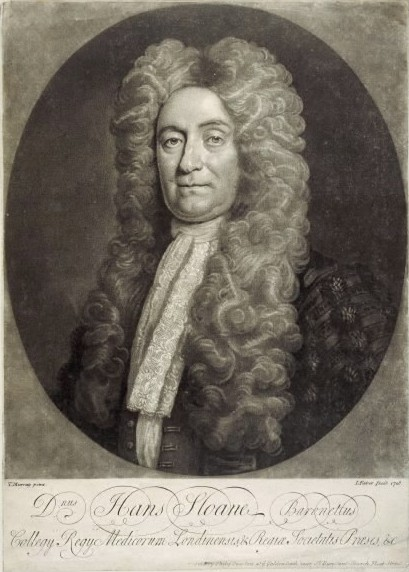
ハンス・スローン卿

大英博物館の起源は、アイザック・ニュートンの後を継いで王立協会会長を務め、古美術収集家として知られたハンス・スローンの収集品にさかのぼる。
スローンは遺言で、政府が博物館を建設するとの条件の下で、自身が収集した蔵書・手稿・版画・硬貨・印章など8万点をイギリス政府に有償で寄贈することを指示した。管財人達はイギリス議会に働きかけ、議会はすでに国に所有されていたコットン蔵書と、売りに出されていたハーレー蔵書を合わせて収容する博物館を設立することを決定した。博物館の設立には宝くじ売り上げが充てられることになり、1753年に博物館法によって設立され、一般向けには1759年1月15日に開館した。初代館長は著名な医師で発明家でもあったゴーウィン・ナイト（Gowin Knight）。
当初はモンタギュー・ハウスで開設していたが展示品が増えるにつれて手狭になり、1823年にジョージ4世が父親から相続した蔵書を寄贈したことが契機となってキングズライブラリーが増設された。1857年には6代目館長（主任司書）アントニオ・パニッツィの下で、現在も大英博物館を象徴する建造物となっている円形閲覧室が中庭の中央部に建設された。
しかし収蔵品の増加に追いつかないため、1881年に自然史関係の収集物を独立させた自然史博物館がサウス・ケンジントンに分館として設立された。

### 図書館機能の改組

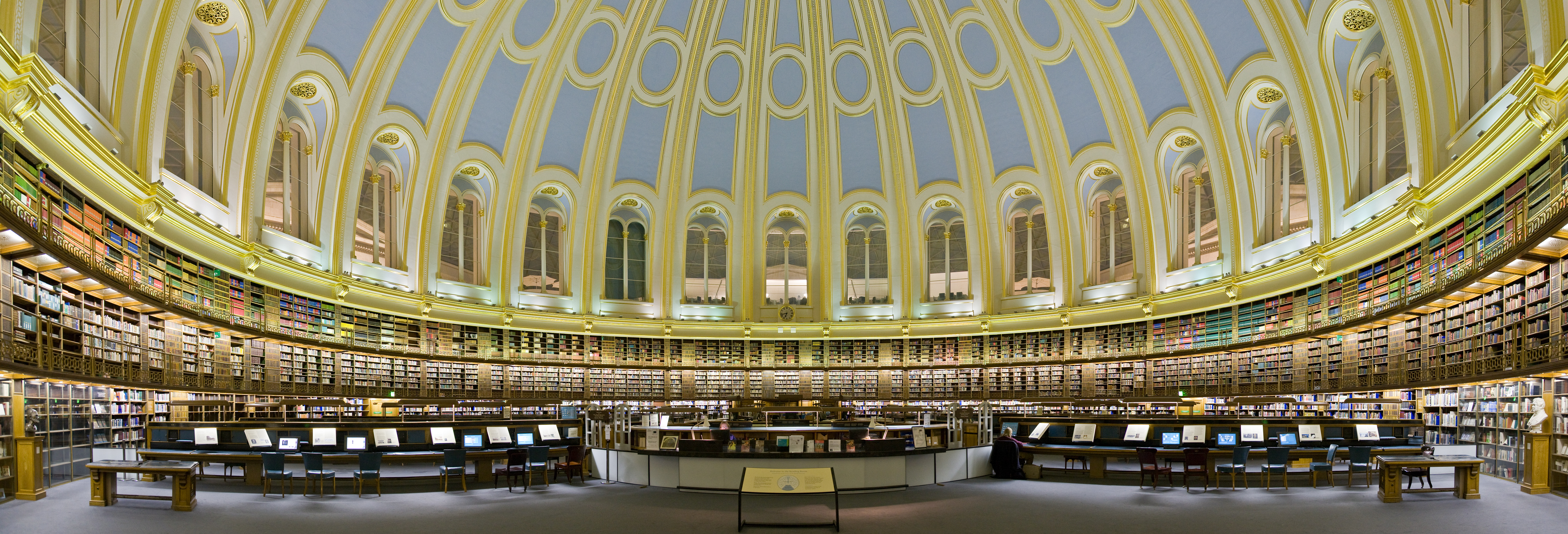
円形閲覧室のパノラマ写真

1973年には図書部門がロンドン国立中央図書館等と機能的に統合されて大英図書館となり、1997年に書庫と図書館機能は完全に独立しセント・パンクラスの大英図書館新館に移った。旧大英博物館図書館は書庫を取り払って円形閲覧室のみを残し、現在は博物館の各室を繋ぐ自由通路でありミュージアムショップや料理店を附設する屋根付きの中庭（グレート・コート：ノーマン・フォスター設計、後節も参照）となっている。
また、館に収蔵されている美術品や書籍などのうち展示されていないものも事前予約をすれば実際に見ることができる、スチューデント・ルームと呼ばれる部屋が館内に数か所ある。

### 盗難
- 1970年代に多数の歴史的なコインやメダルが盗まれた[11]。
- 1993年、屋根から侵入した泥棒によって、コインと宝飾品が盗まれた[11]。
- 2002年、古代ギリシアの像が盗まれた[11]。
- 2004年、歴史的に重要な中国の工芸品が盗まれた[11]。
- 2017年、カルティエのダイヤモンドが以前からなくなっていたことが判明した[11]。
- 2021年2月に、古美術商のイタイ・グラデル博士から収蔵品がインターネット上で販売されていたと指摘したが、うまく対応ができていなかった。その後、2023年8月16日に、盗難されていた事実と関与していた職員一人を解雇したと発表した[12][13]。同年8月25日に館長のハートウィグ・フィッシャー（英語版）が辞任を表明、さらに翌26日、大英博物館のジョージ・オズボーン理事長が主に学術・研究目的で保管されていた紀元前15世紀から紀元後19世紀の宝飾品や宝石など約2,000点が盗難され、一部は回収できたことを認めた[11][14]。

## 運営
大英博物館の収蔵品は多くが個人の収集家の寄贈によるものである。また創設以来、1970年代の3か月間を除き、入場料は無料である。2018-2019会計年度の収入は79百万ポンド以上で、その大半は政府からの助成金であり、次いで非営利事業・営利事業の収入、企業・個人・財団等からの寄付がある。
大英博物館は国家機関に準じてはいるが、1963年の大英博物館法（British Museum Act 1963） 、また1992年の博物館・美術館法（Museums and Galleries Act 1992）により規律されている。
大英博物館は、25人の理事（トラスティ〈Trustee〉と呼ばれる）からなる理事会によって運営されている。大英博物館長（Director of the British Museum）と、出納官（accounting officer）は、理事会によって任命される。

### 大英博物館出版局
大英博物館出版局（British Museum Press、略:BMP）は、大英博物館の理事が全額出資する出版部門である。

### 国際協力
世界中の博物館との連携による巡回展計画や国際訓練プログラムがある。

## 建築

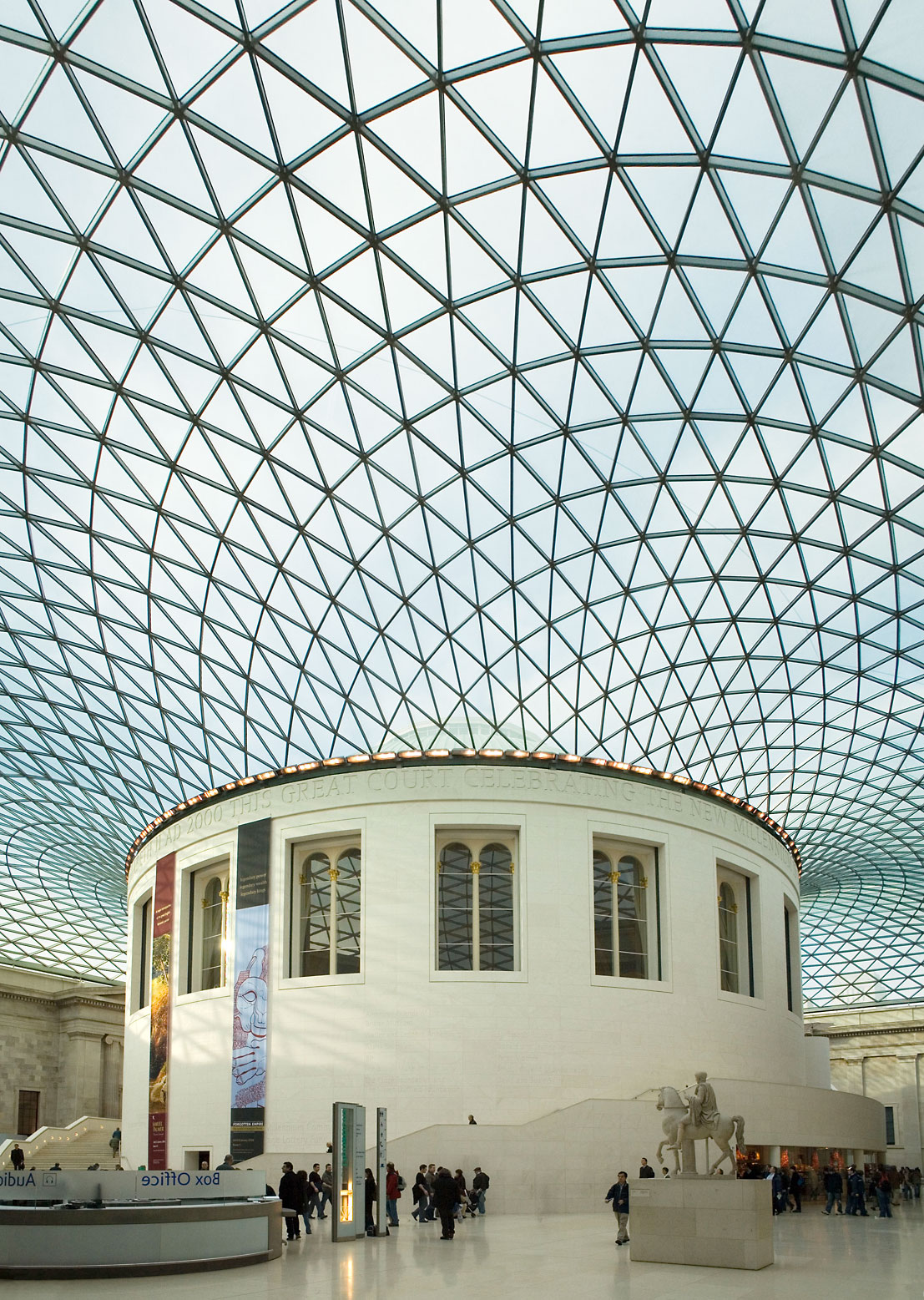
グレート・コート

4棟からなる館全体の設計者はRobert Smirke（1823年）。ギリシャの神殿の柱を模した柱とペディメントがある。
中庭にあたる「グレート・コート」はガラス天井を持つ、ヨーロッパ最大の屋根付き広場である。フォスター・アンド・パートナーズのノーマン・フォスターによって設計され、2000年12月にオープンした。中央には円形閲覧室（図書閲覧室）がある。
展示面積は約57,000平方メートル。

## 批判
収蔵品には大英帝国時代の植民地から持ち込まれたものも多く、その殆どが独立した現在では、文化財保護の観点や宗教的理由から国外持ち出しが到底許可されないような貴重な遺物も少なくない。『パルテノン・スキャンダル—大英博物館の「略奪美術品」—』(ISBN 978-4-10-603540-1) などにも示されているが、しばしば収蔵品の返還運動も起こされている。
このような事情にも絡み、イギリス国内においても「泥棒博物館」や「強盗博物館」などと批判する人は少なくない。日本でも、作家の中野京子が、自著の中で「泥棒博物館」と名指しで批判している。
一方で、戦乱などによる破損や、管理されないための汚損または盗難などから保護されたこと、さらに大英博物館に一堂に会したことで研究が進んだという側面もある。
たとえばパルテノン神殿の彫刻については、13世紀に神殿がキリスト教の教会に改装された時点ですでに散逸が始まっており、その後も継続的に手厚く保護されてきたわけではない。ギリシャ政府にとっての文化財保護の観点は比較的最近提起されたものであり、大英博物館による収集がそれまでの散逸に一定の歯止めをかけたともいえる。

### 遺物の破壊行為
古代ギリシアの遺物の多くは白色であるが、かつては鮮やかな彩色が施されていた。劣化による脱色はもちろんだが、それ以上に1930年頃に行われた博物館職員の手による色の剥ぎ取りや博物館のスポンサーの初代デュヴィーン男爵ジョゼフ・デュヴィーン（美術収集家・画商）の指示により表面は削られ、色も剥ぎ取られてしまった物が多かった。近年になり、このことが公表され調査によって一部の遺物から色素の痕跡が判明しCGなどで再現する試みも行われている。

## 所蔵品画像

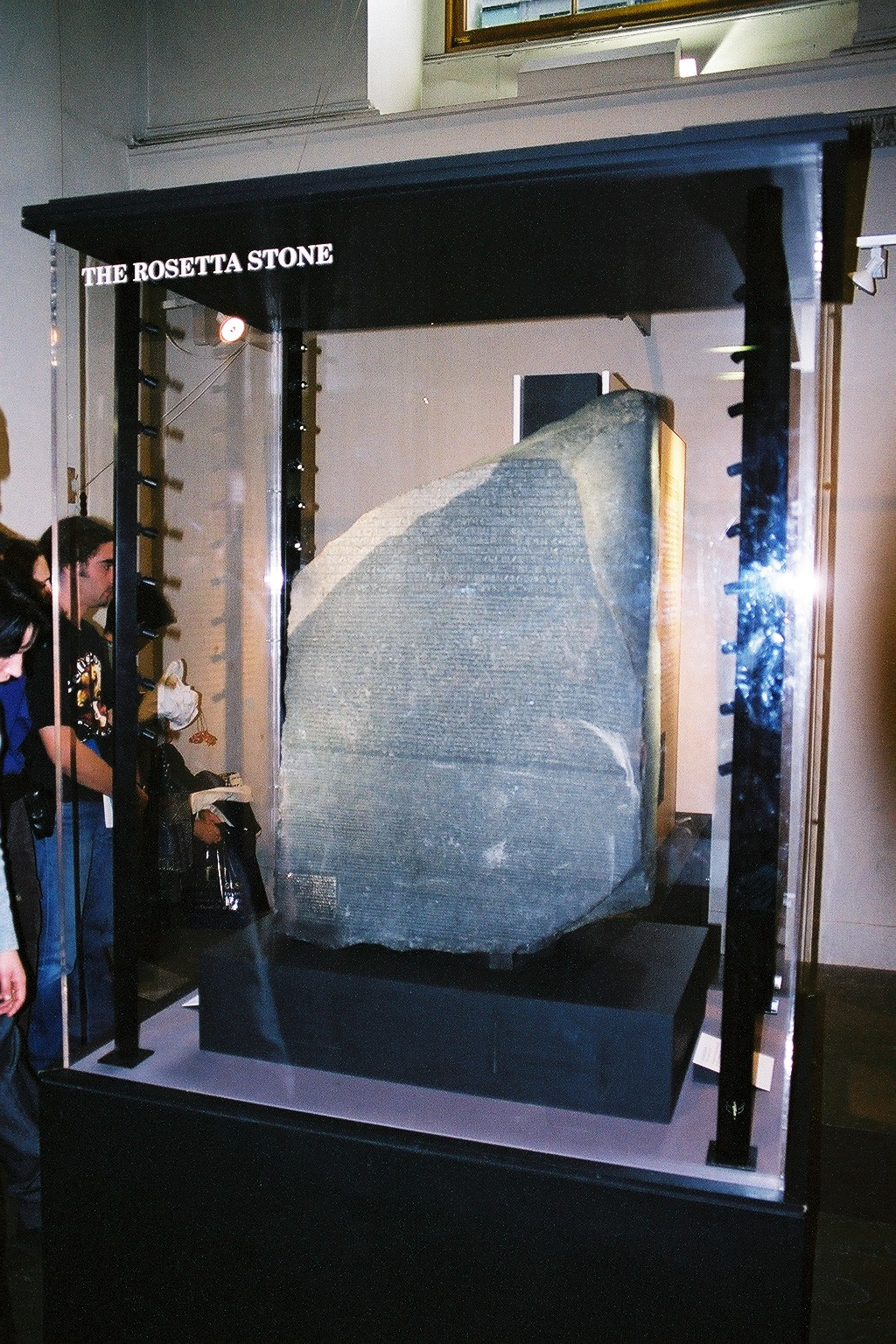
ロゼッタストーン　紀元前196年（2000年9月撮影）

著名な所蔵品の画像を地域別に示す。
Category:大英博物館の収蔵品も参照
エジプト

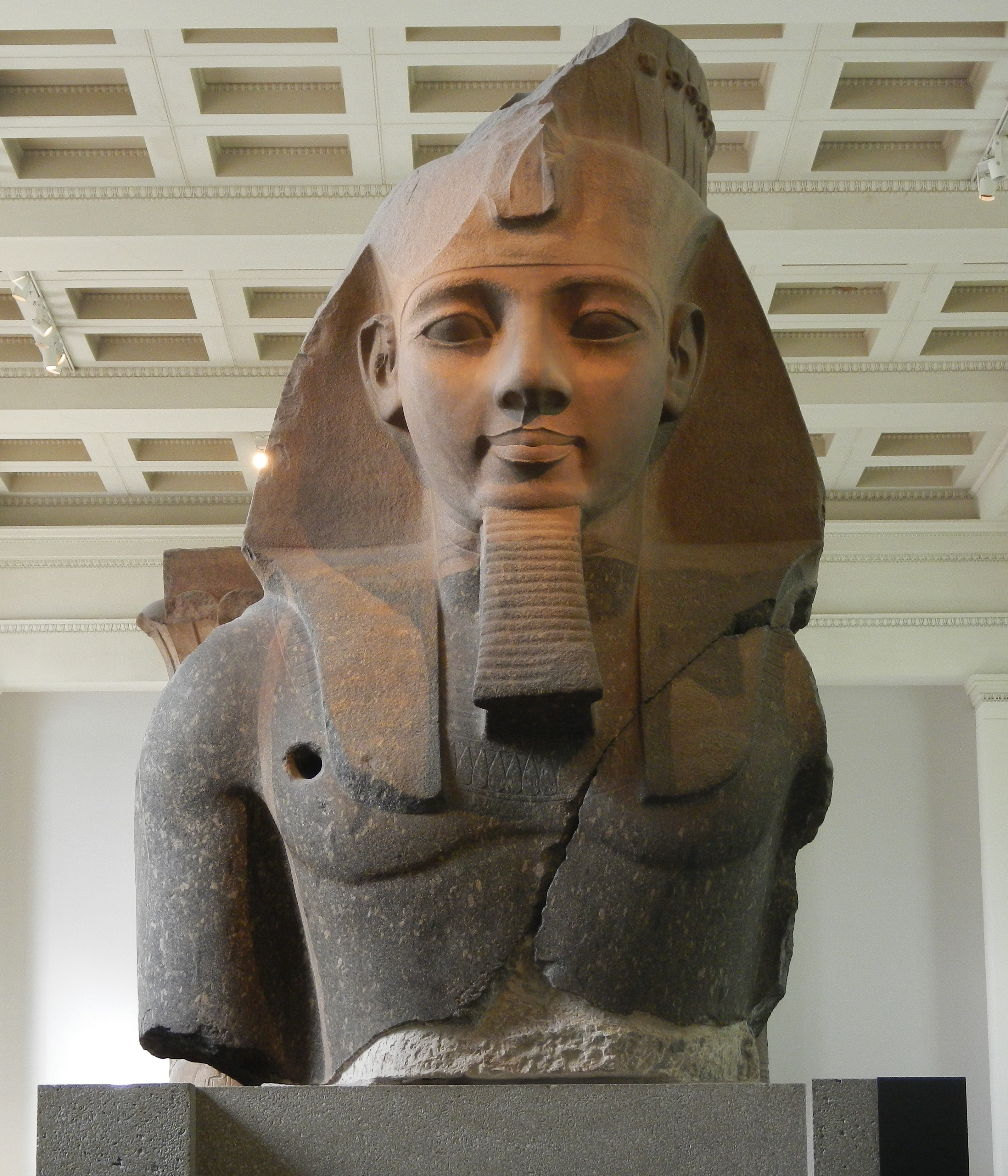
ラムセス2世像、テーベ出土、エジプト第19王朝、紀元前1270年頃
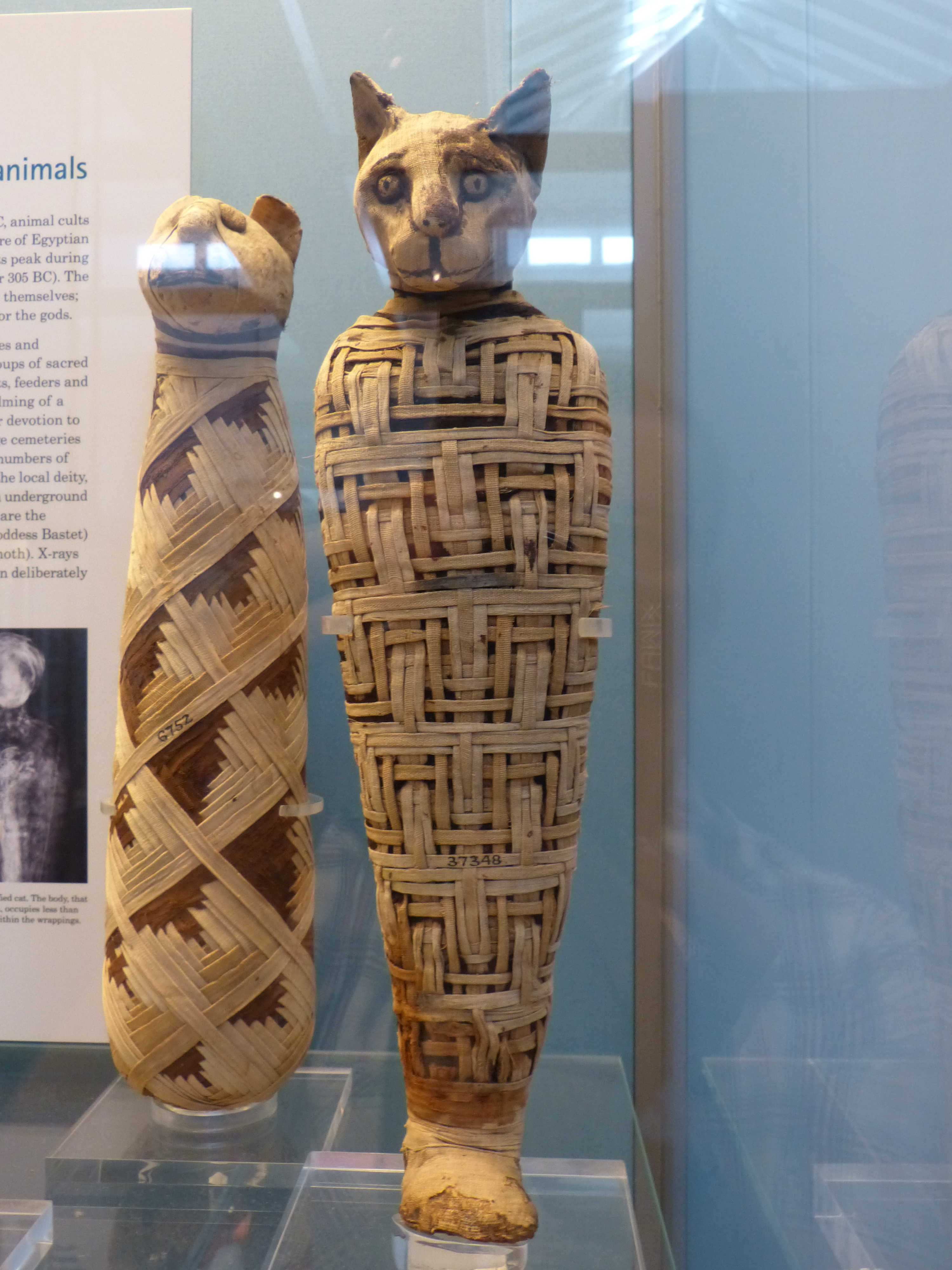
猫のミイラ、アビドス出土、ローマ時代（紀元前30年以降）
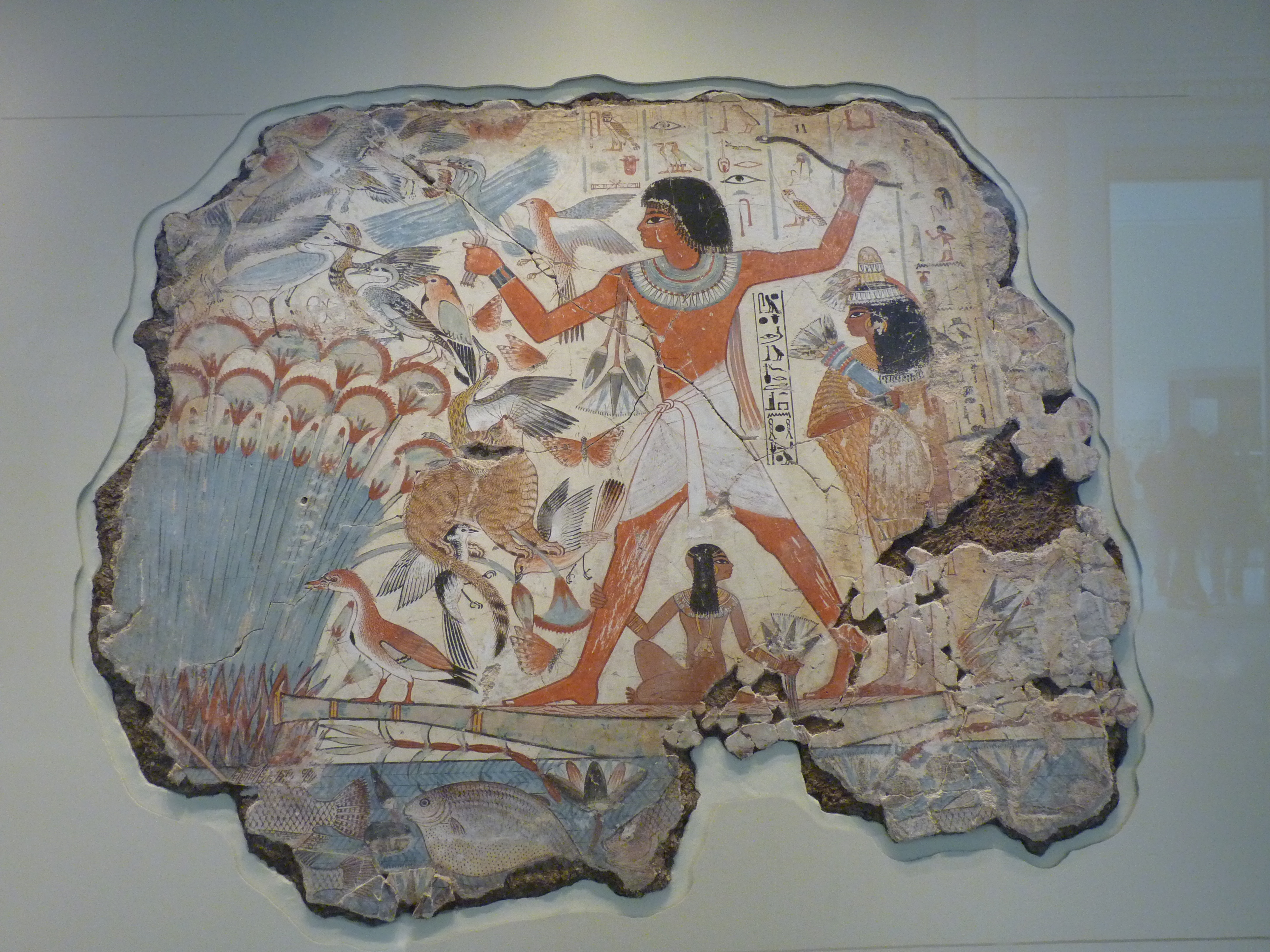
ネブアメンの墓の壁画（沼地での狩猟）、紀元前1350年頃
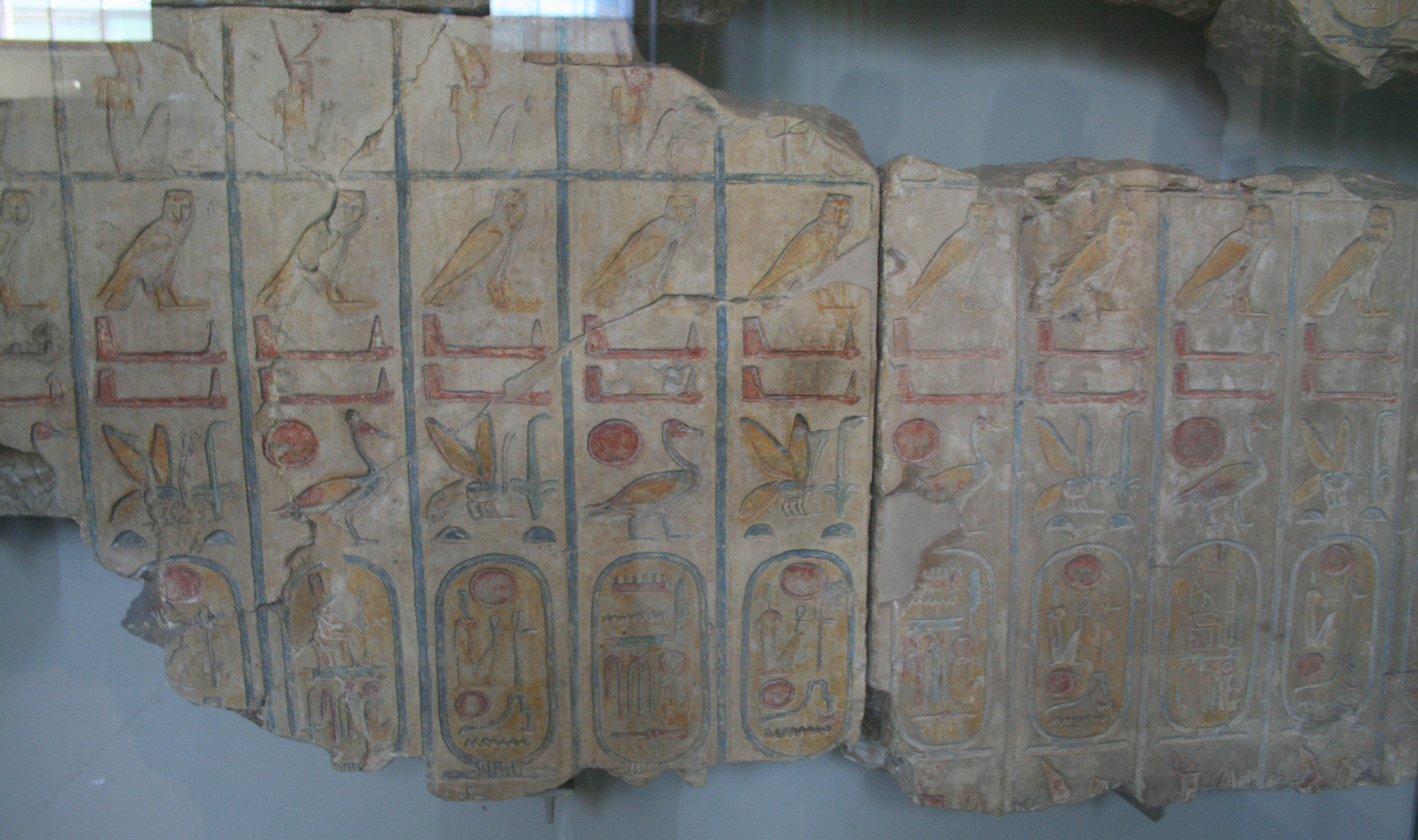
ラムセス2世神殿の王名表、アビドス出土、紀元前1250年頃
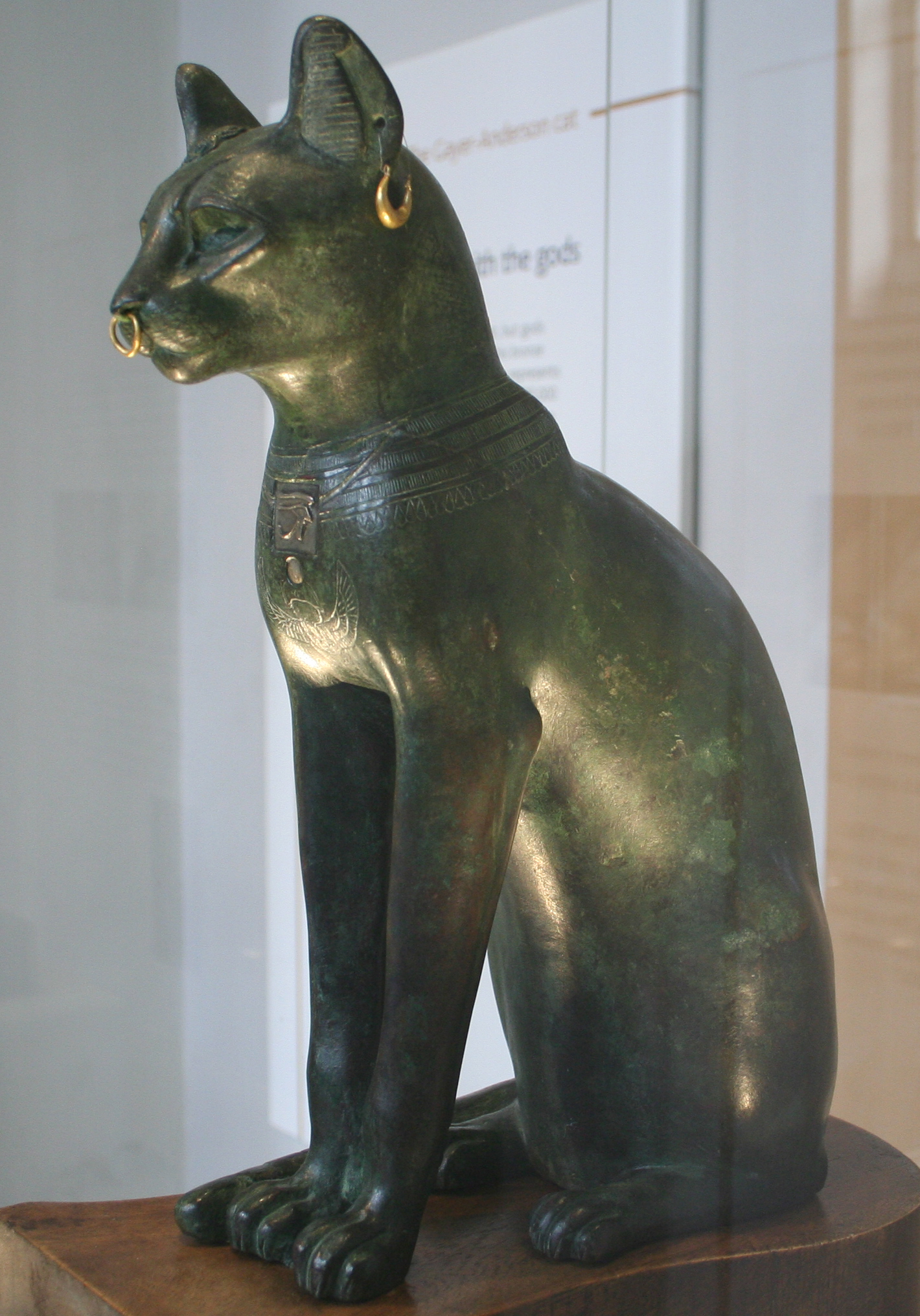
アンダーソンの猫（バステト女神像）、新王国時代、紀元前600年以降

古代近東

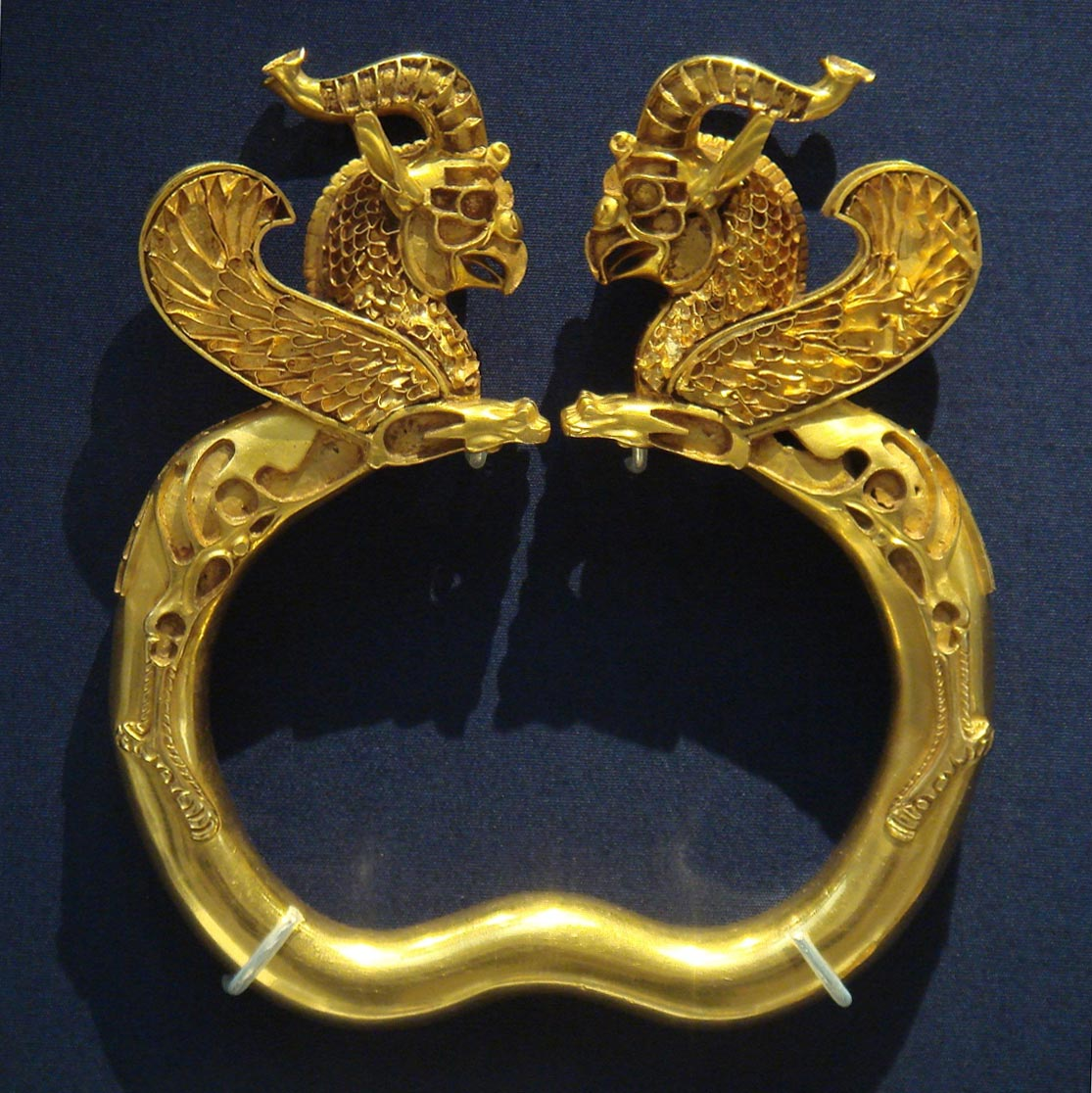
グリフィンのアームレット（オクサス財宝）、金製、アケメネス朝ペルシャ、紀元前5- 4世紀
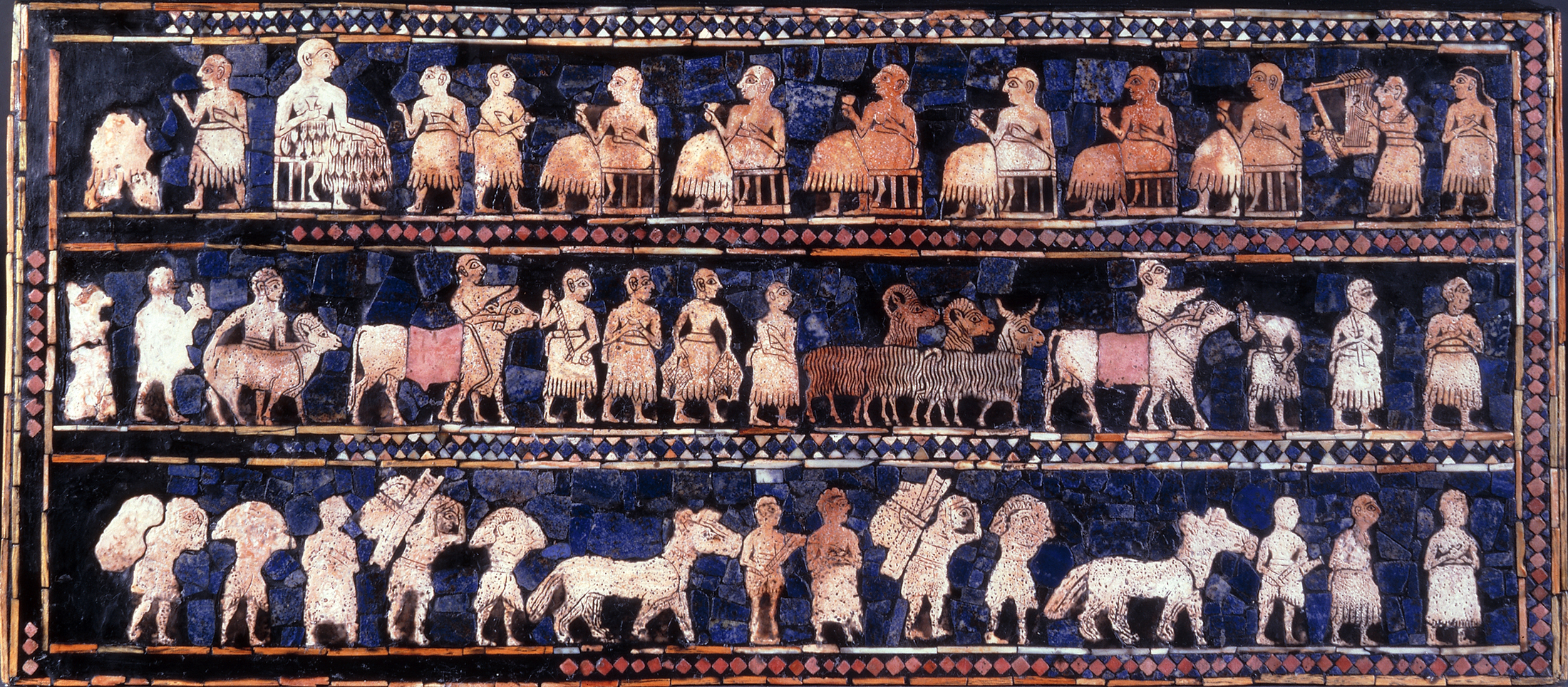
ウルのスタンダード（「平和」の面）、貝、ラピスラズリ他、イラク、紀元前2500年頃
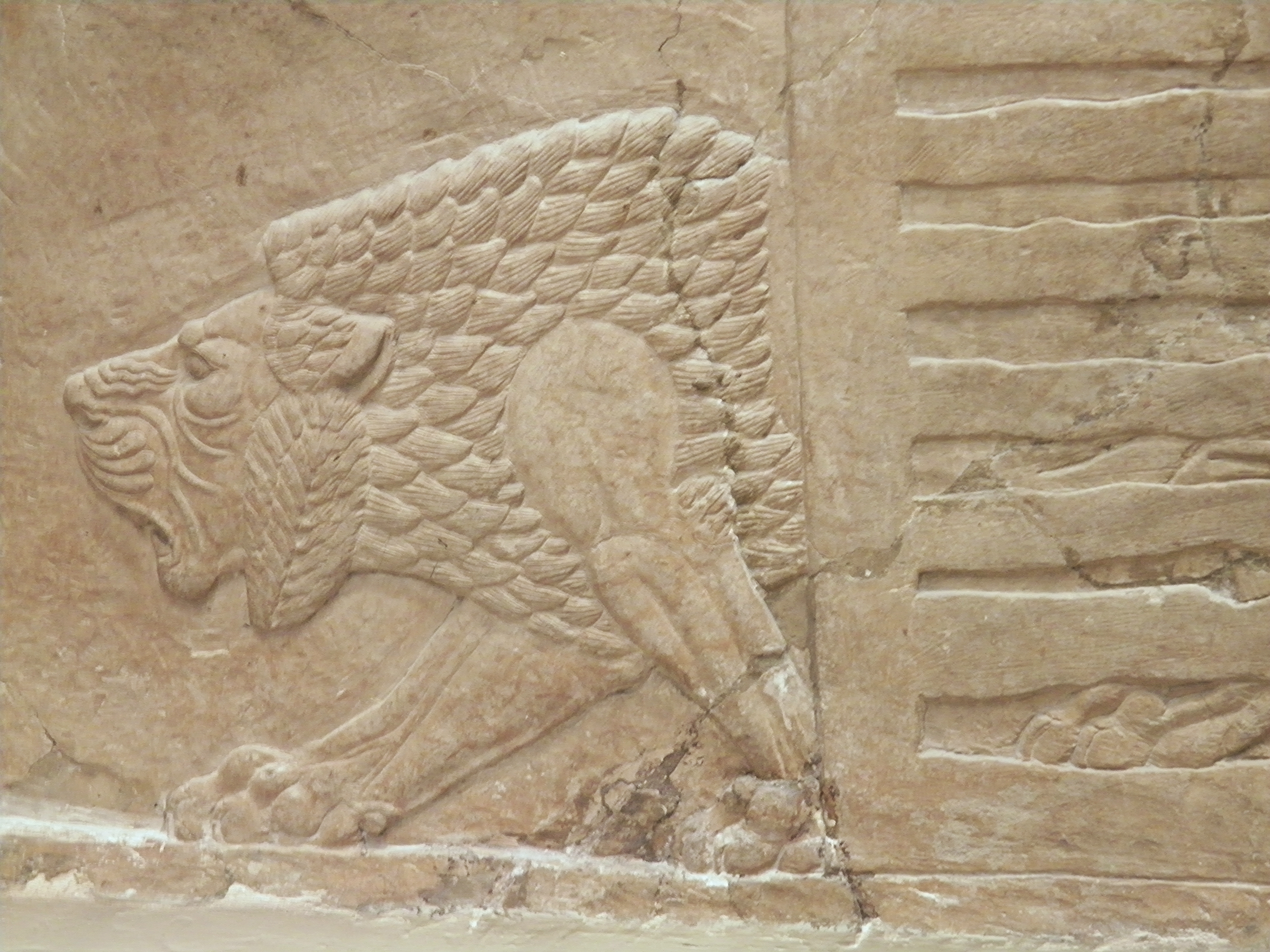
ライオンのレリーフ、アッシリア、ニネヴェの王宮、紀元前645 - 635年頃
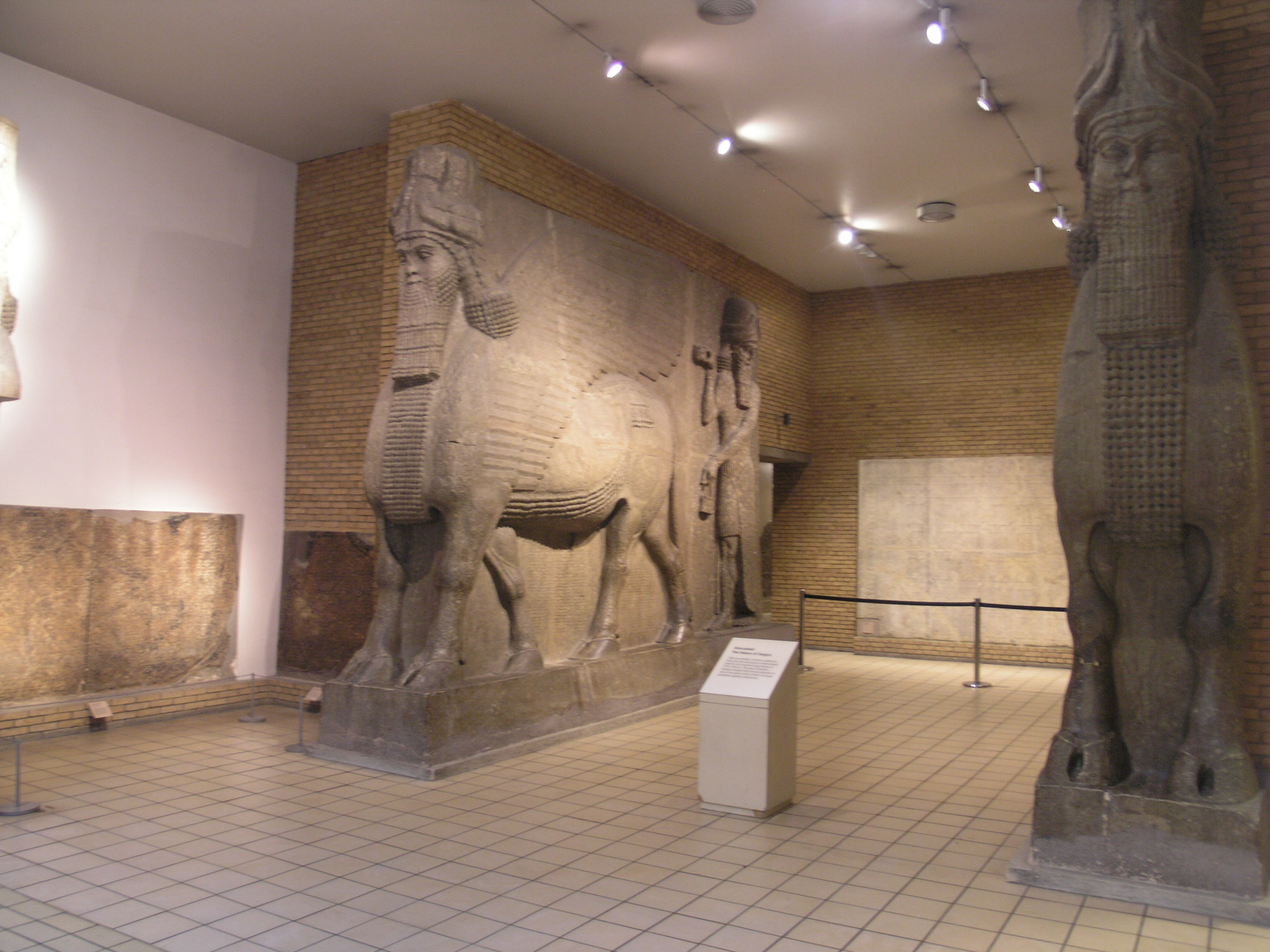
人面有翼雄牛像、アッシリア、コルサバード出土、紀元前710年頃

ギリシャ、ローマ

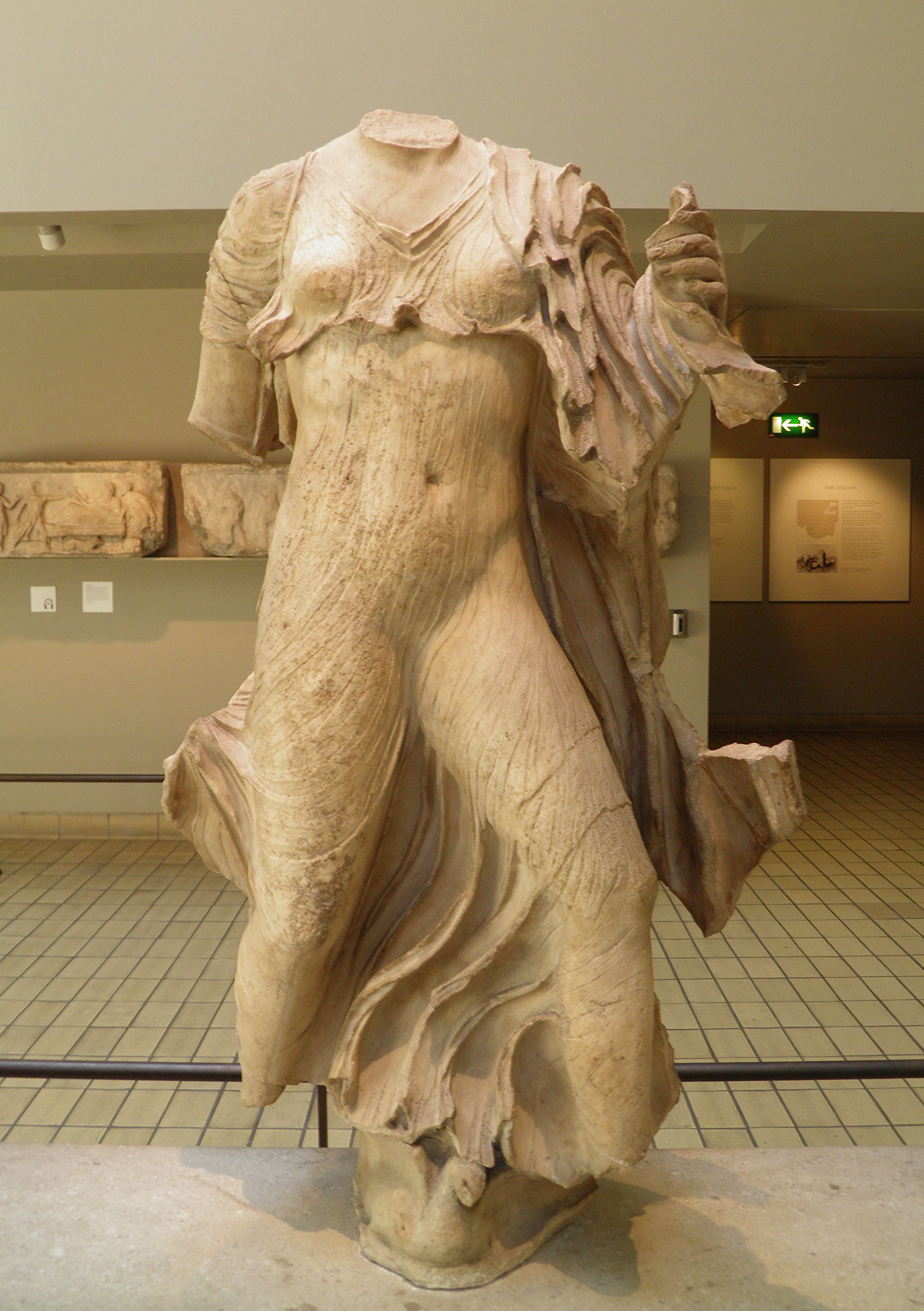
ネレイデス（ネレイデス・モニュメントのうち）、小アジア（現トルコ）、リュキアの都クサントス出土、紀元前400年頃
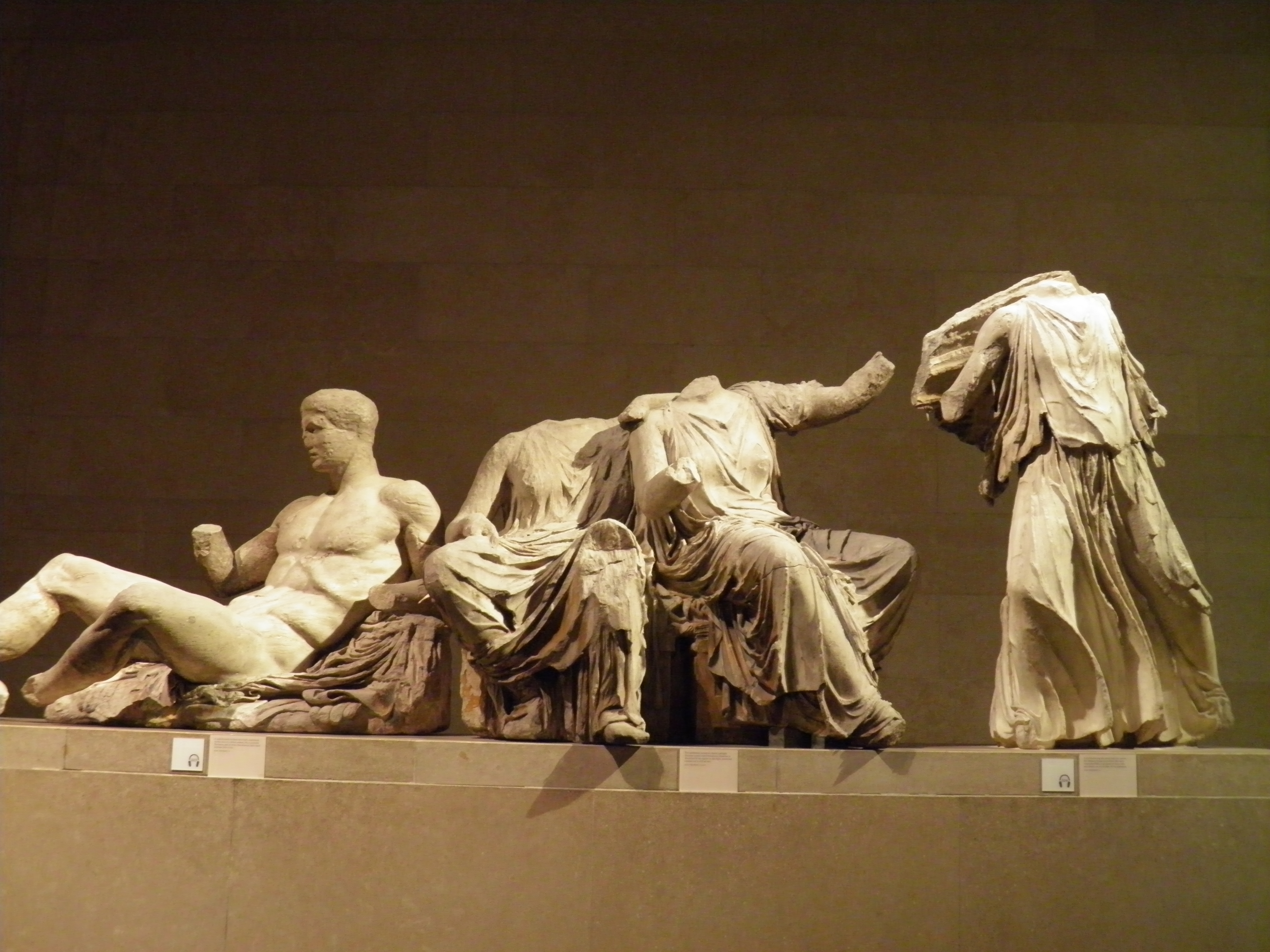
パルテノン神殿破風（ペディメント）彫刻、紀元前447 - 432年
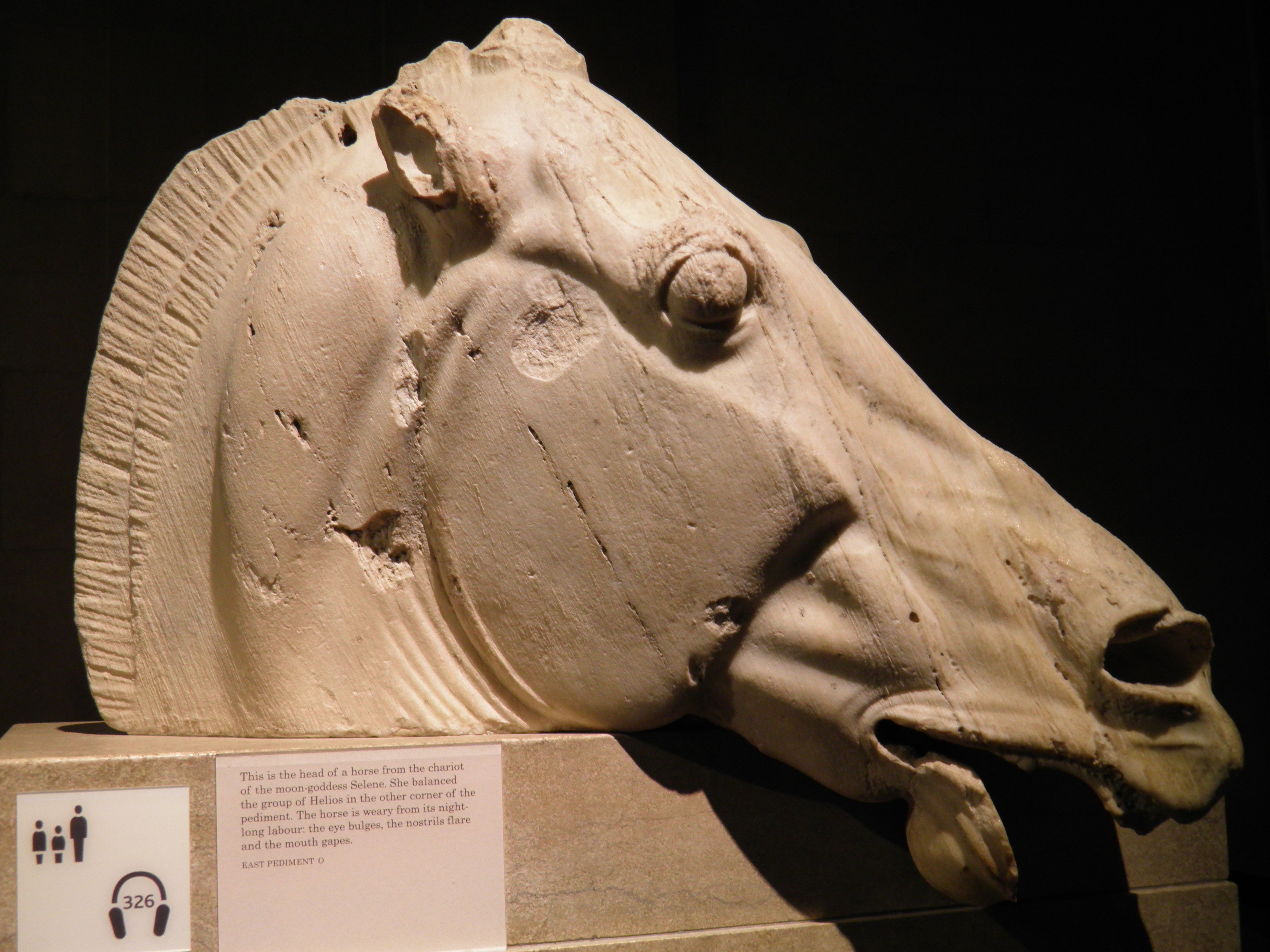
セレネの馬、パルテノン神殿破風（ペディメント）彫刻、紀元前447 - 432年
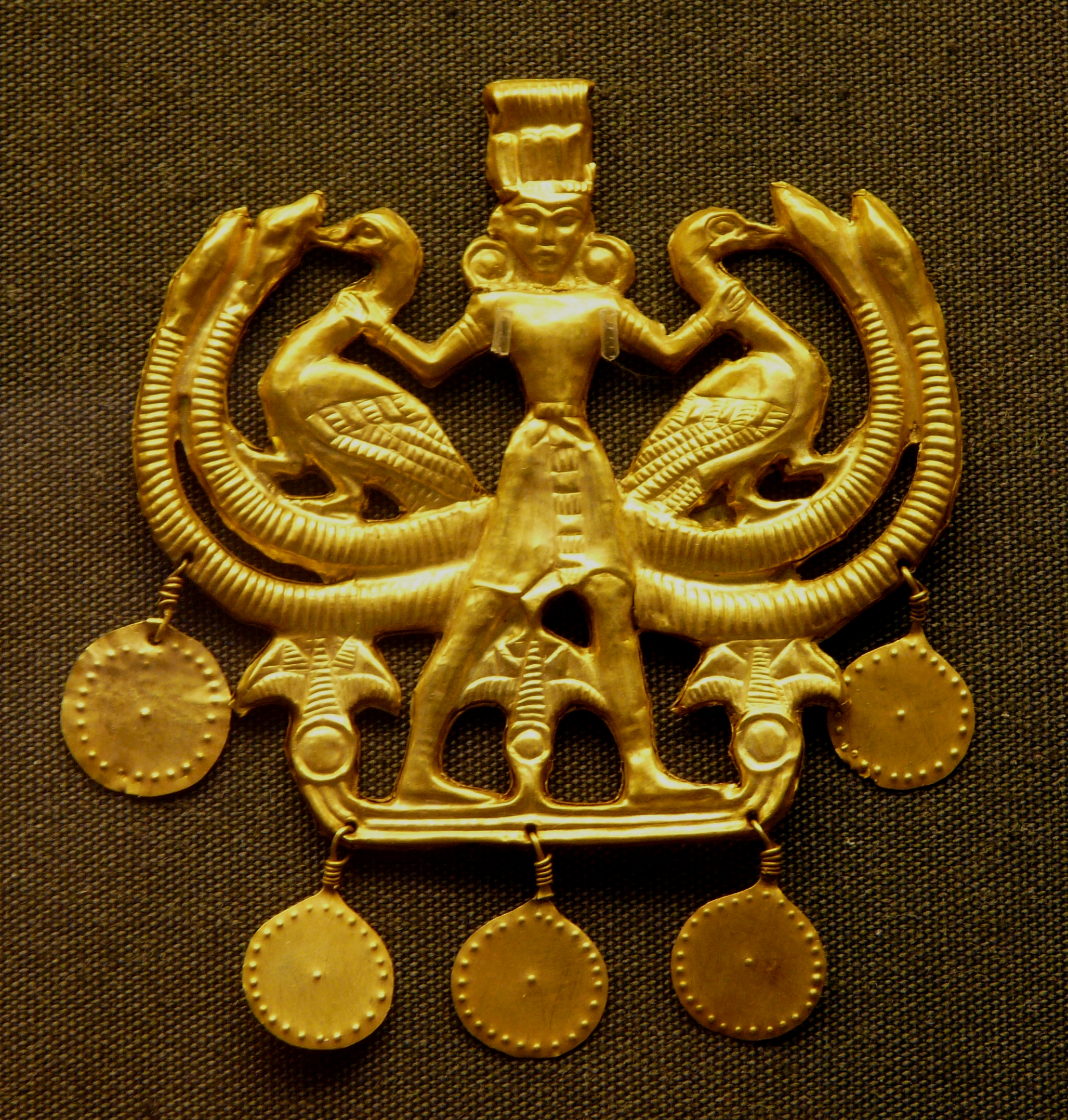
黄金のペンダント、アイギナ島出土、紀元前1750 - 1500年頃
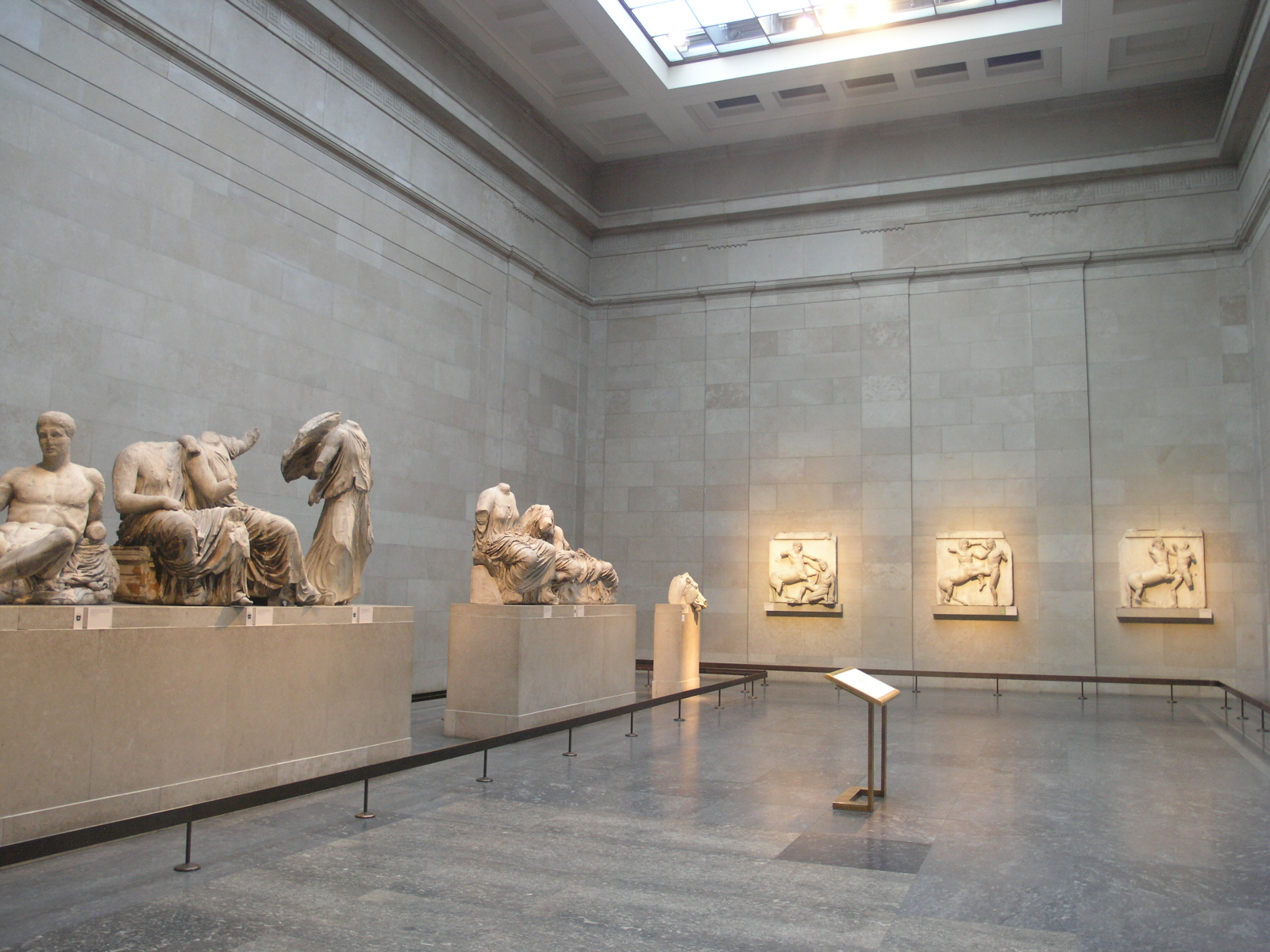
第18室（デュヴィーン・ギャラリー）、パルテノン神殿彫刻の展示

ヨーロッパ

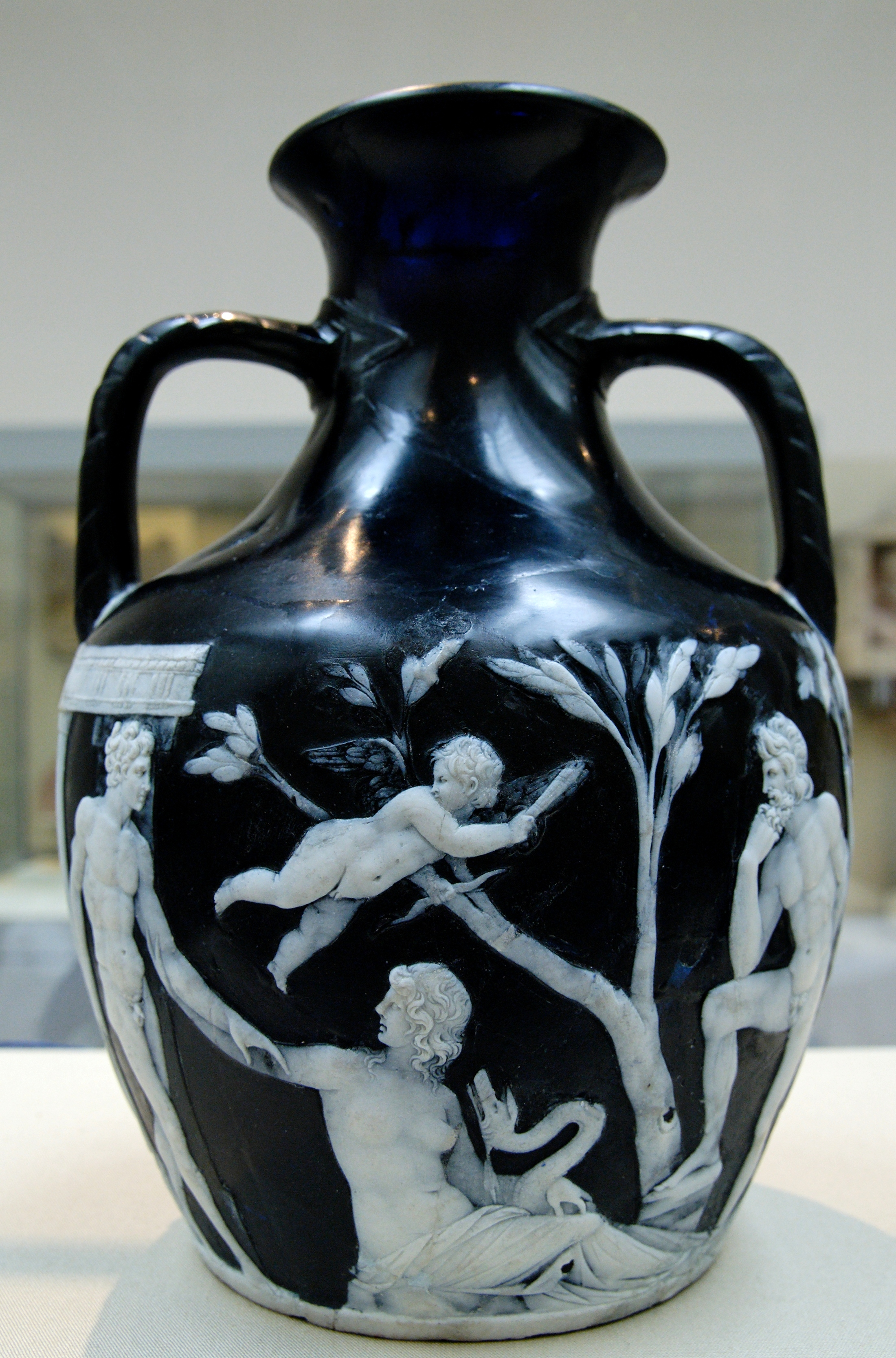
ポートランドの壺、カメオガラス、古代ローマ、1世紀
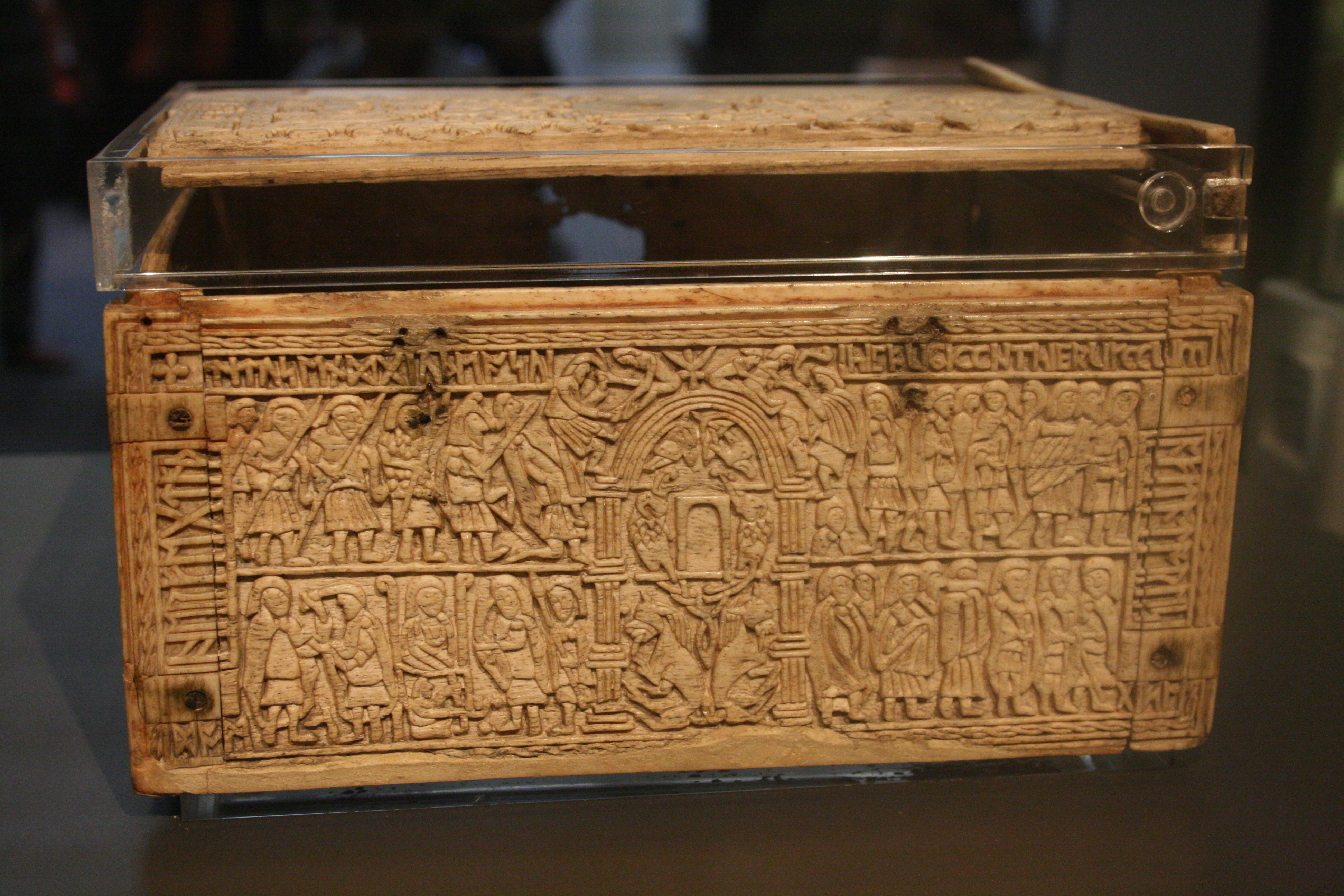
フランクスの小箱、鯨骨製、7世紀
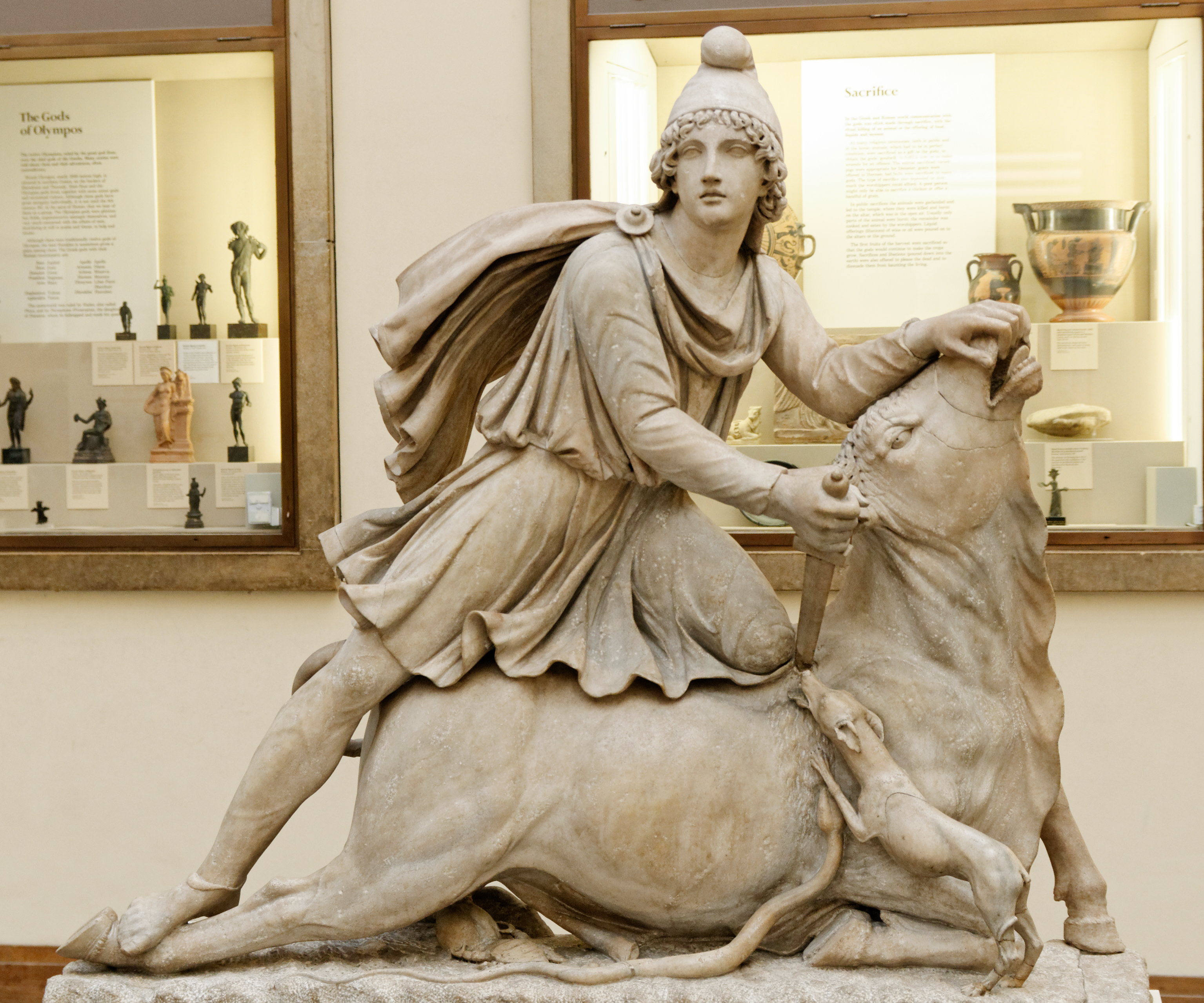
ミトラス神像、大理石、2世紀
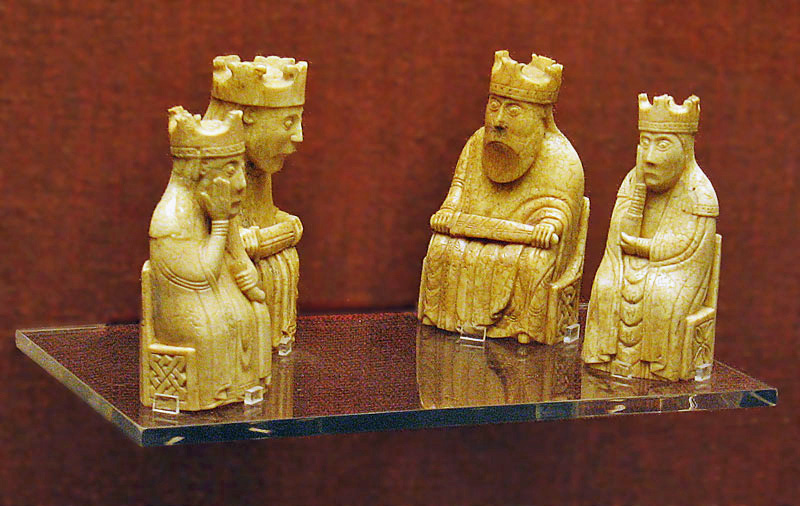
ルイス島のチェス駒、おそらくノルウェー製、セイウチの牙・鯨の歯、1150 - 1200年頃
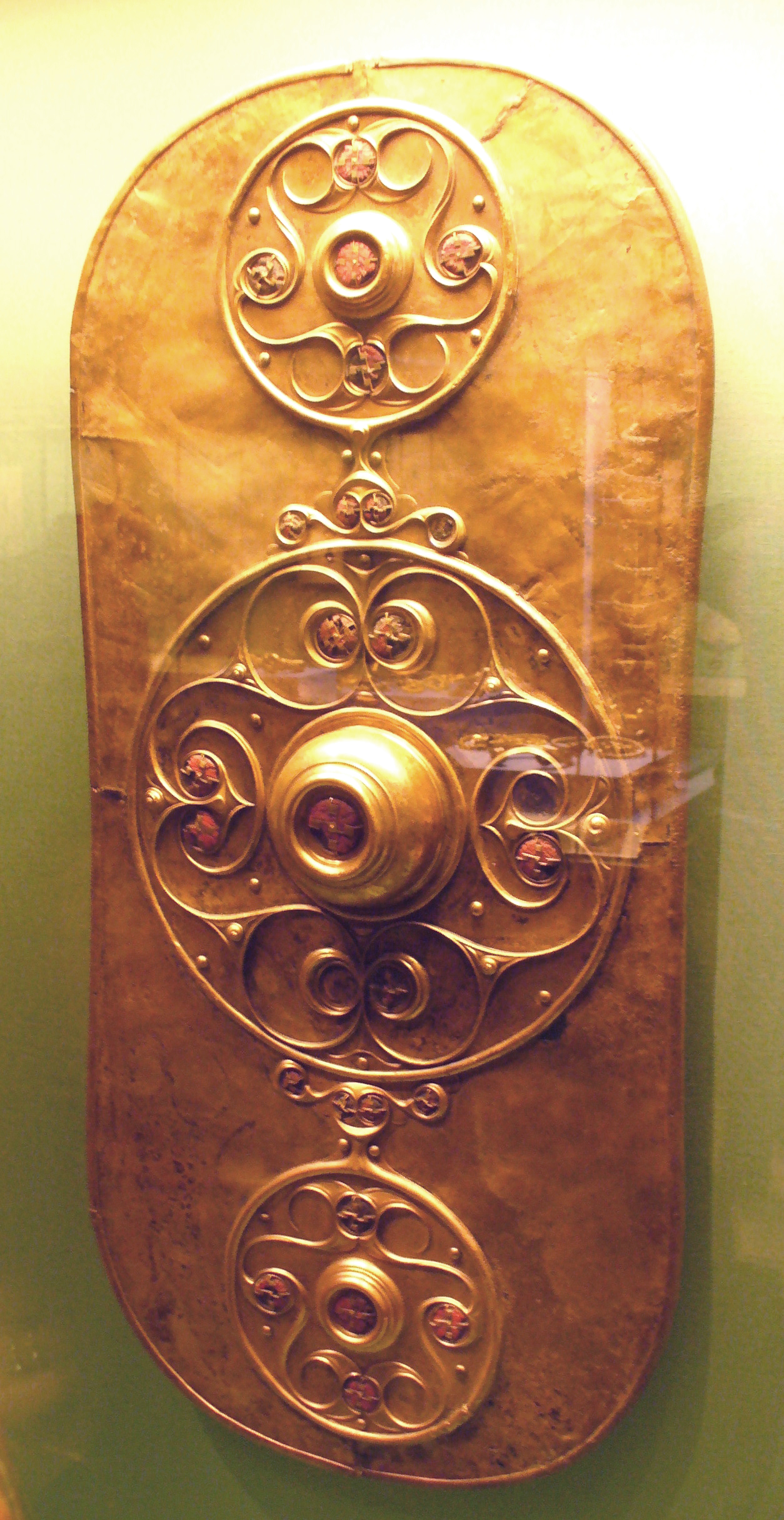
バターシーの盾、テムズ川から出土、紀元前1世紀

アジア

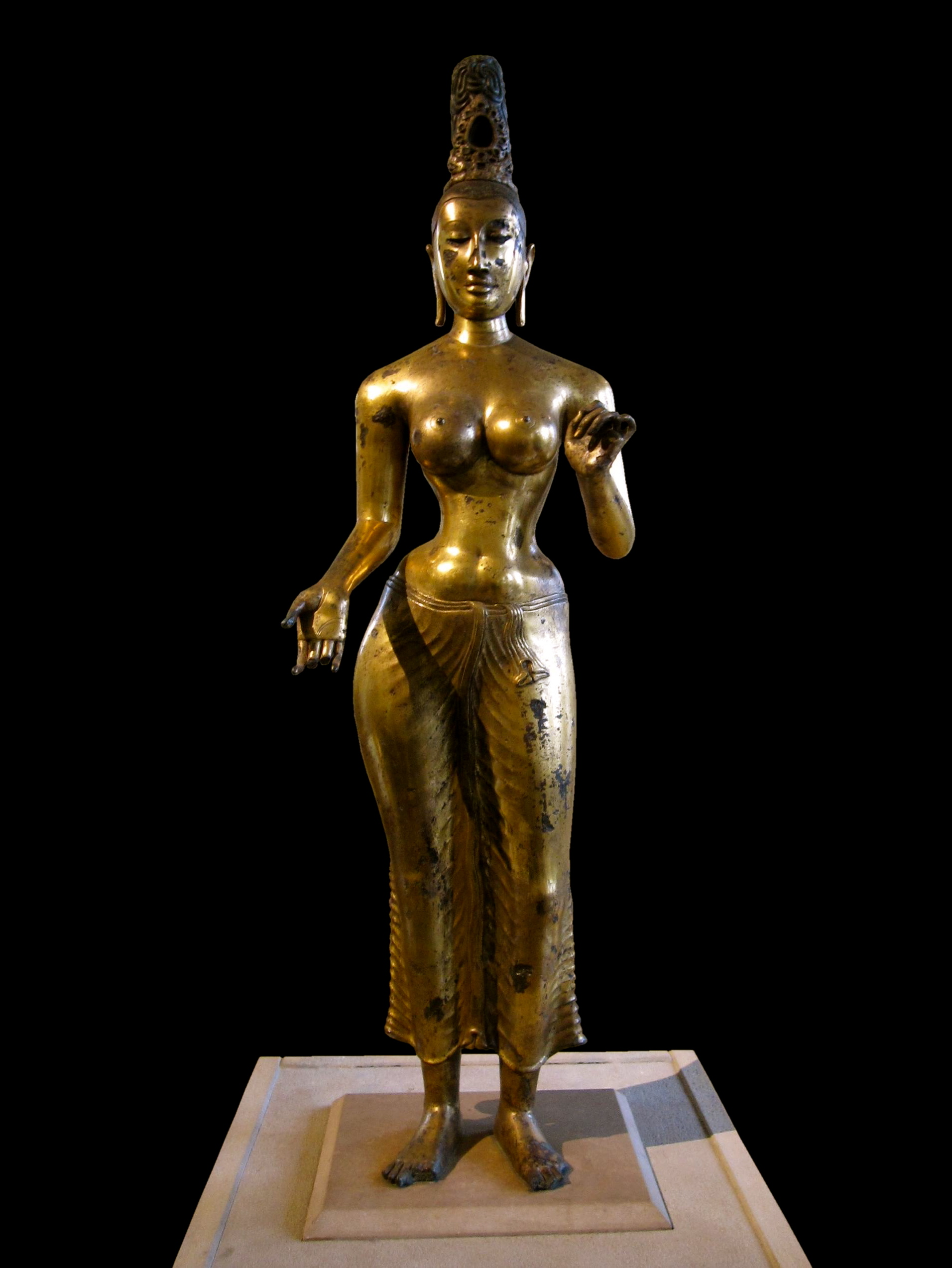
タラ像、スリランカ、青銅鍍金、8世紀
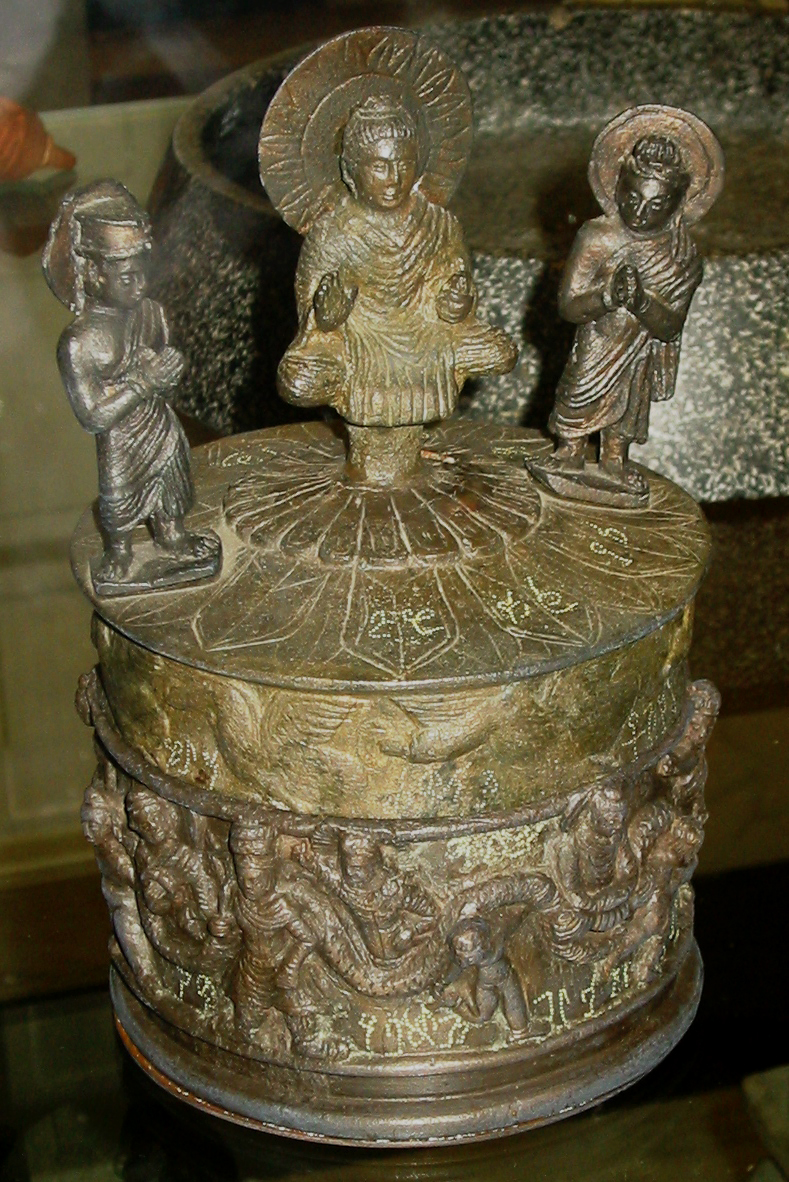
カニシカ王の舎利容器、インド、クシャーナ朝、2世紀
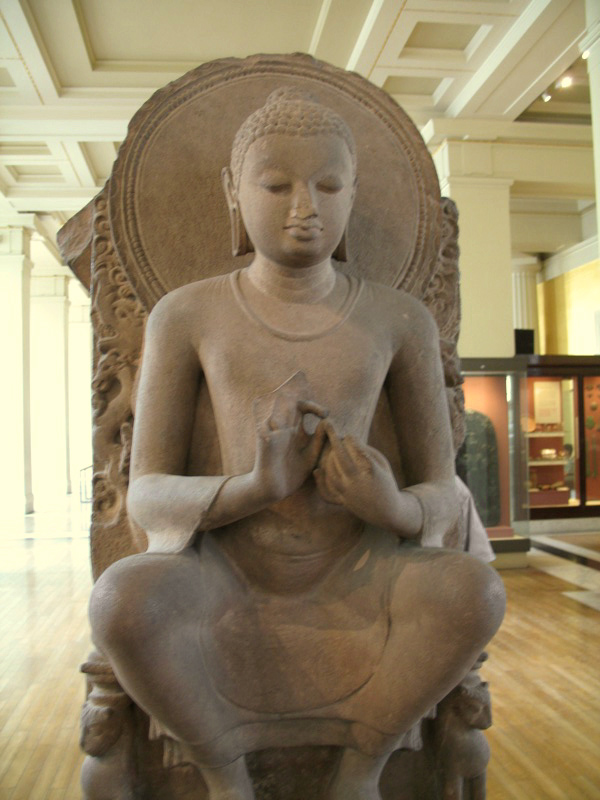
仏坐像、インド、サールナート、5 - 6世紀
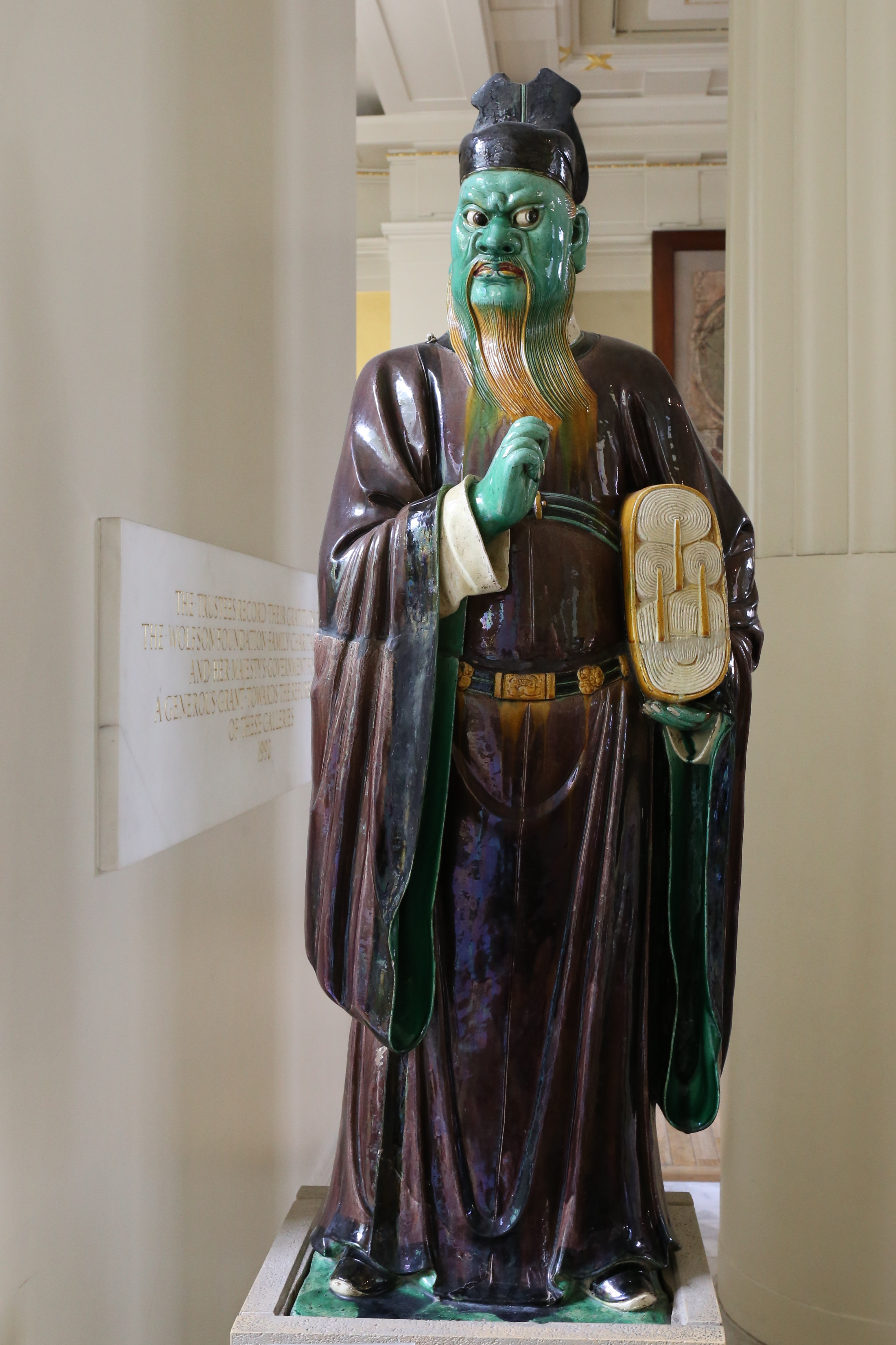
冥官像、陶器、明、16世紀
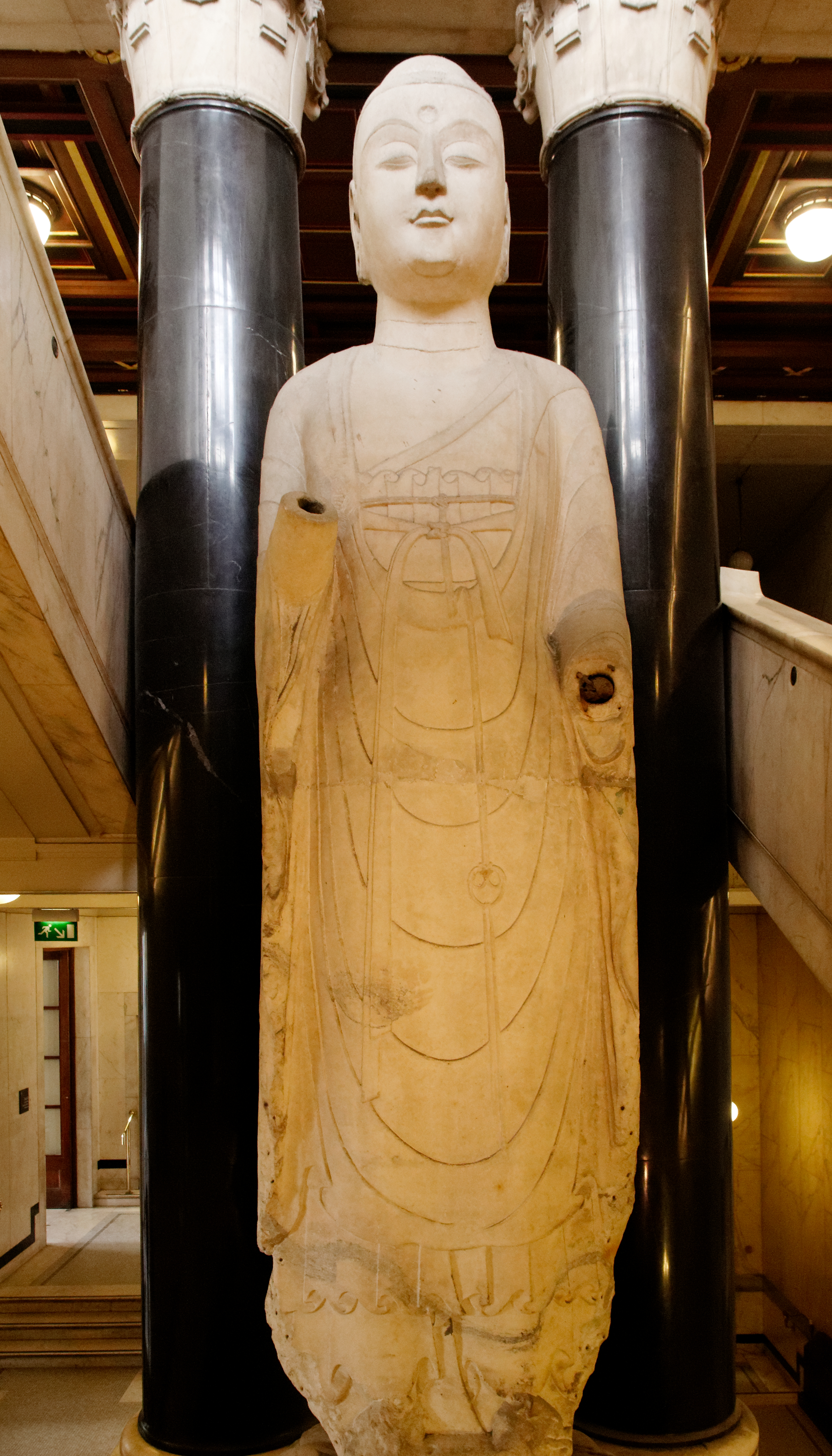
阿弥陀如来像、大理石、隋、6世紀
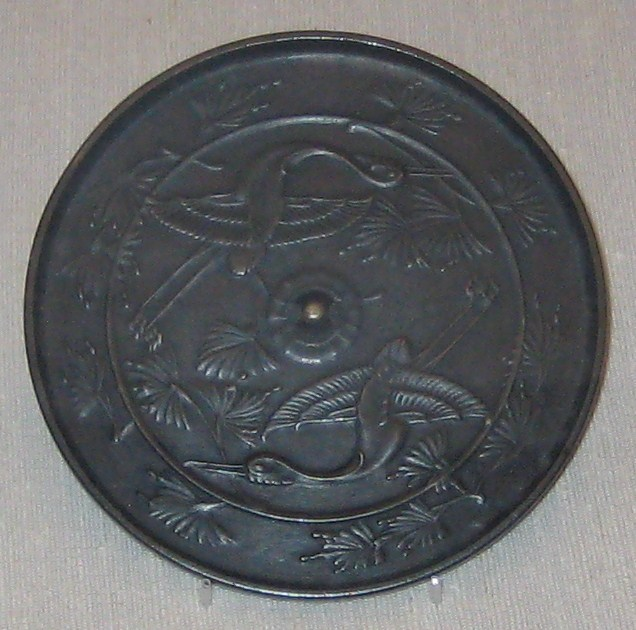
和鏡、山形県羽黒山出土、12世紀

アフリカ

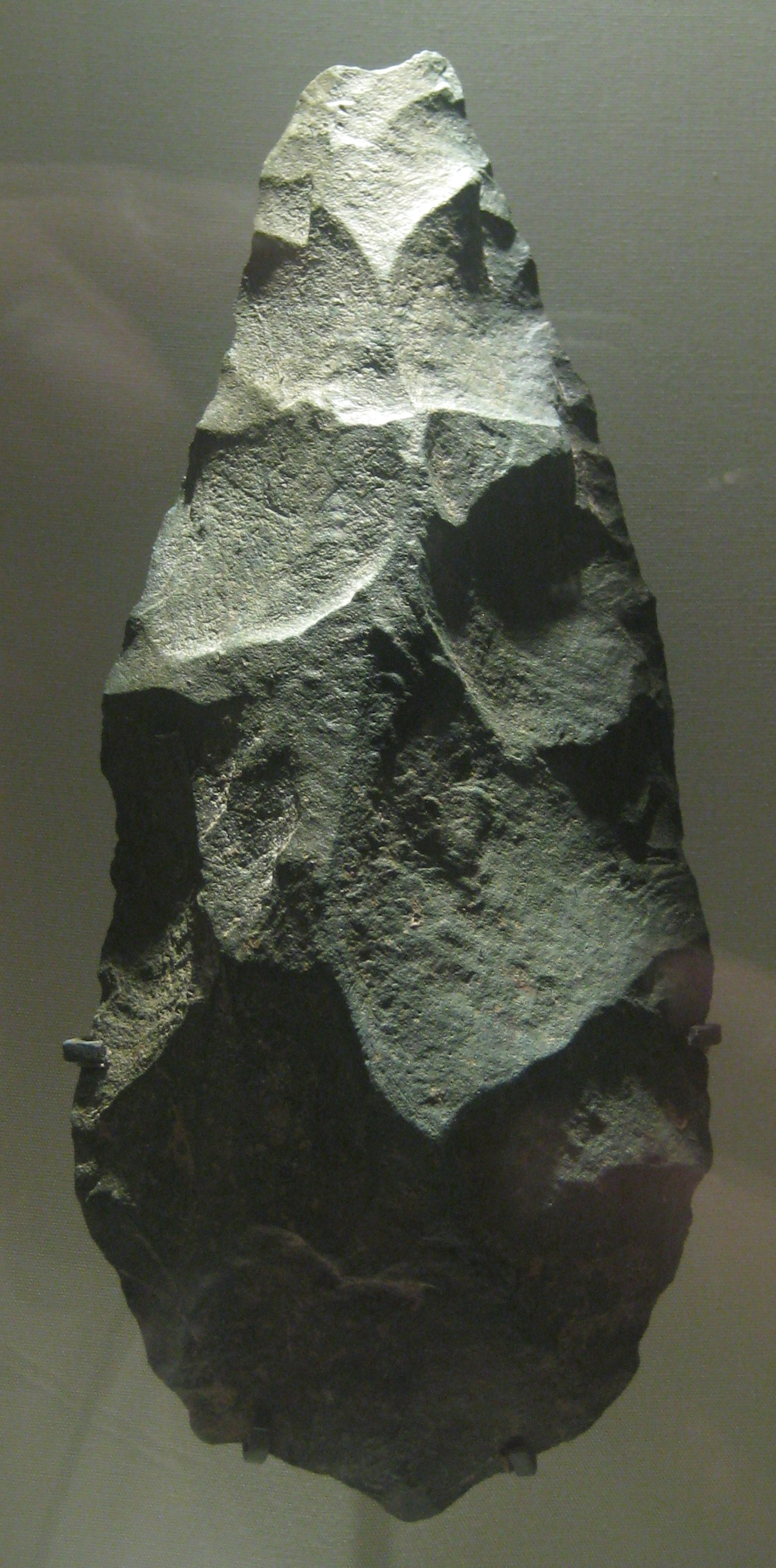
オルドヴァイ渓谷（タンザニア）出土の石器（ハンドアックス）、140 - 120万年前
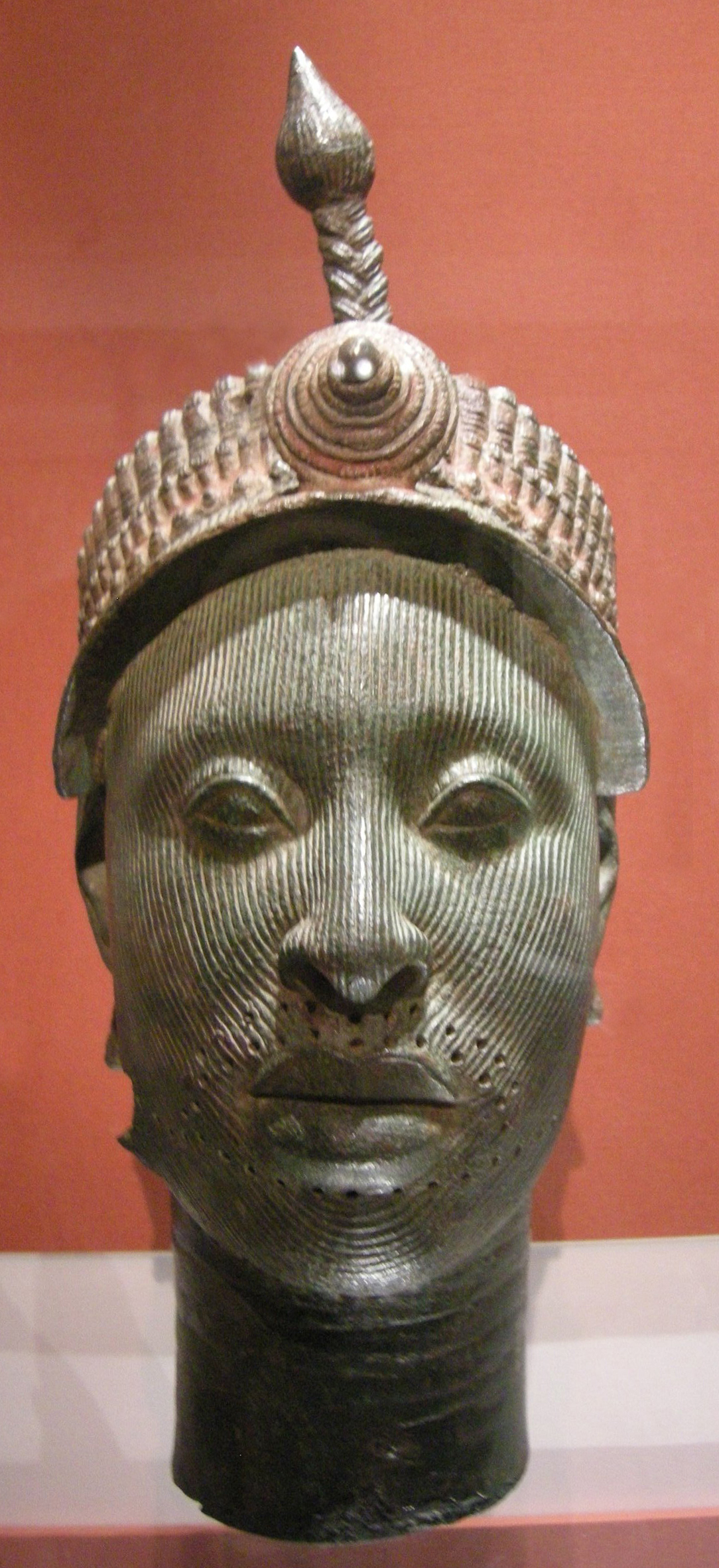
イフェの頭像、真鍮、ナイジェリア、14 - 15世紀
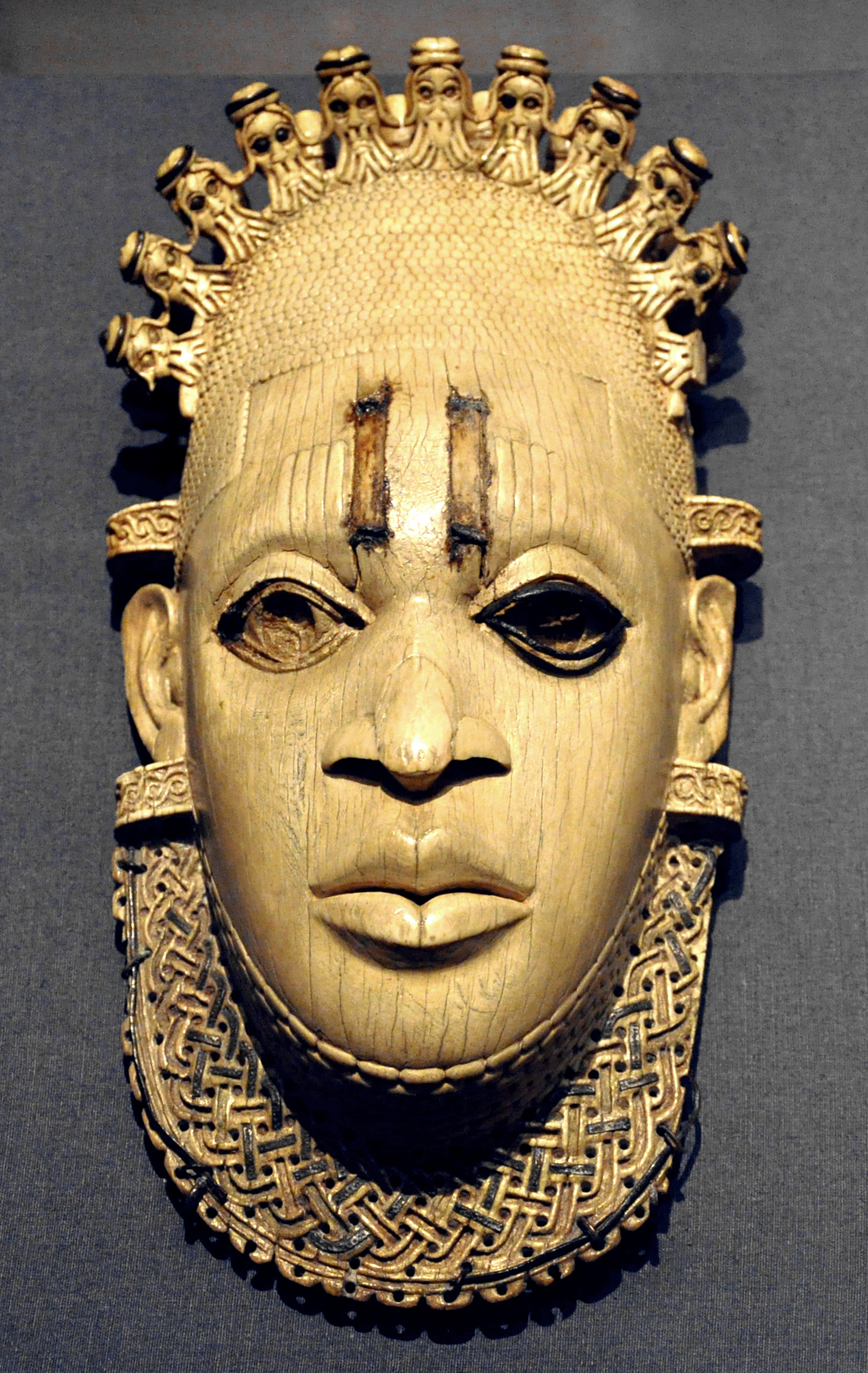
象牙のマスク、ベニン王国（ナイジェリア）、15 - 16世紀
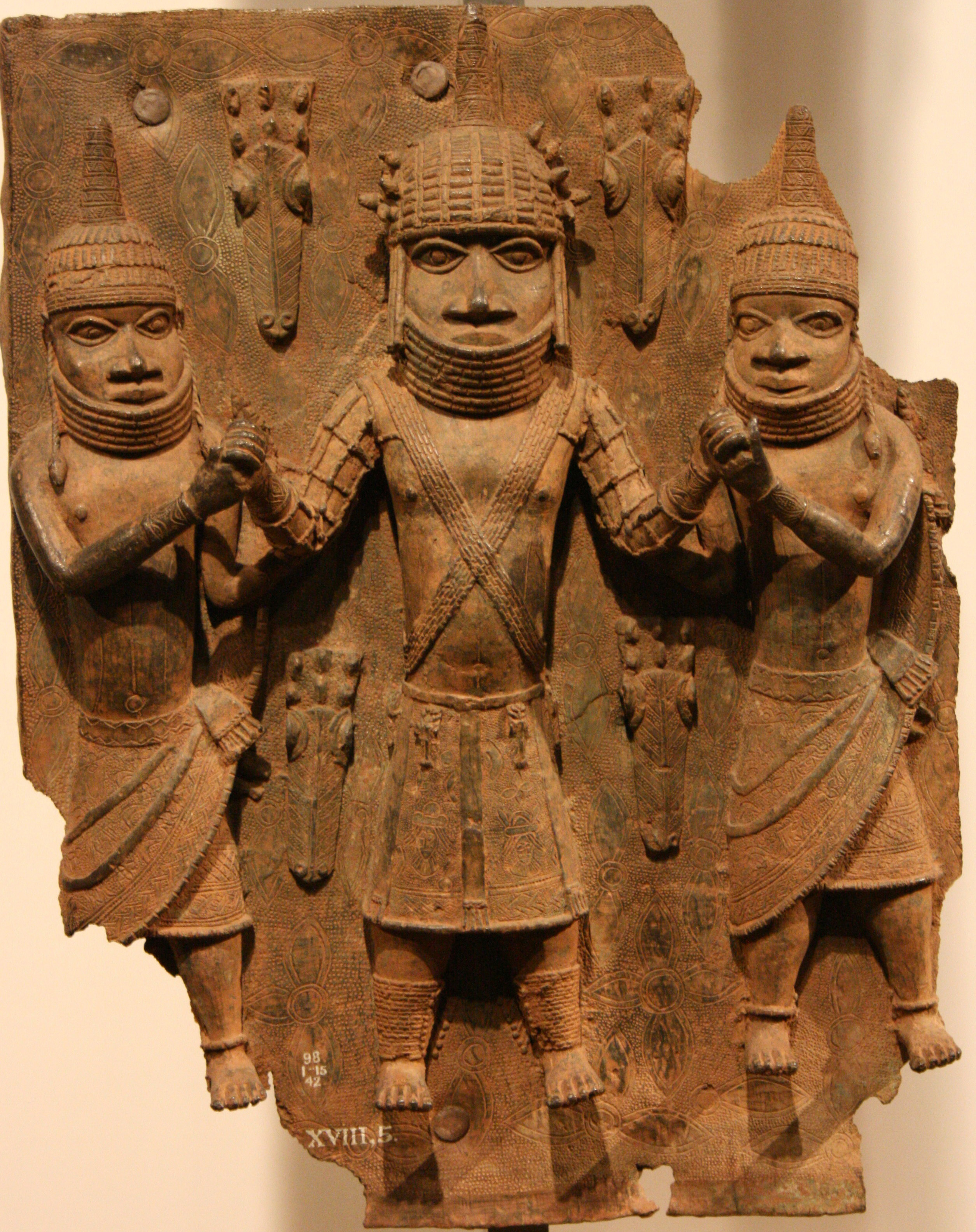
ベニン王国の飾り板、真鍮、ナイジェリア、16世紀

アメリカ

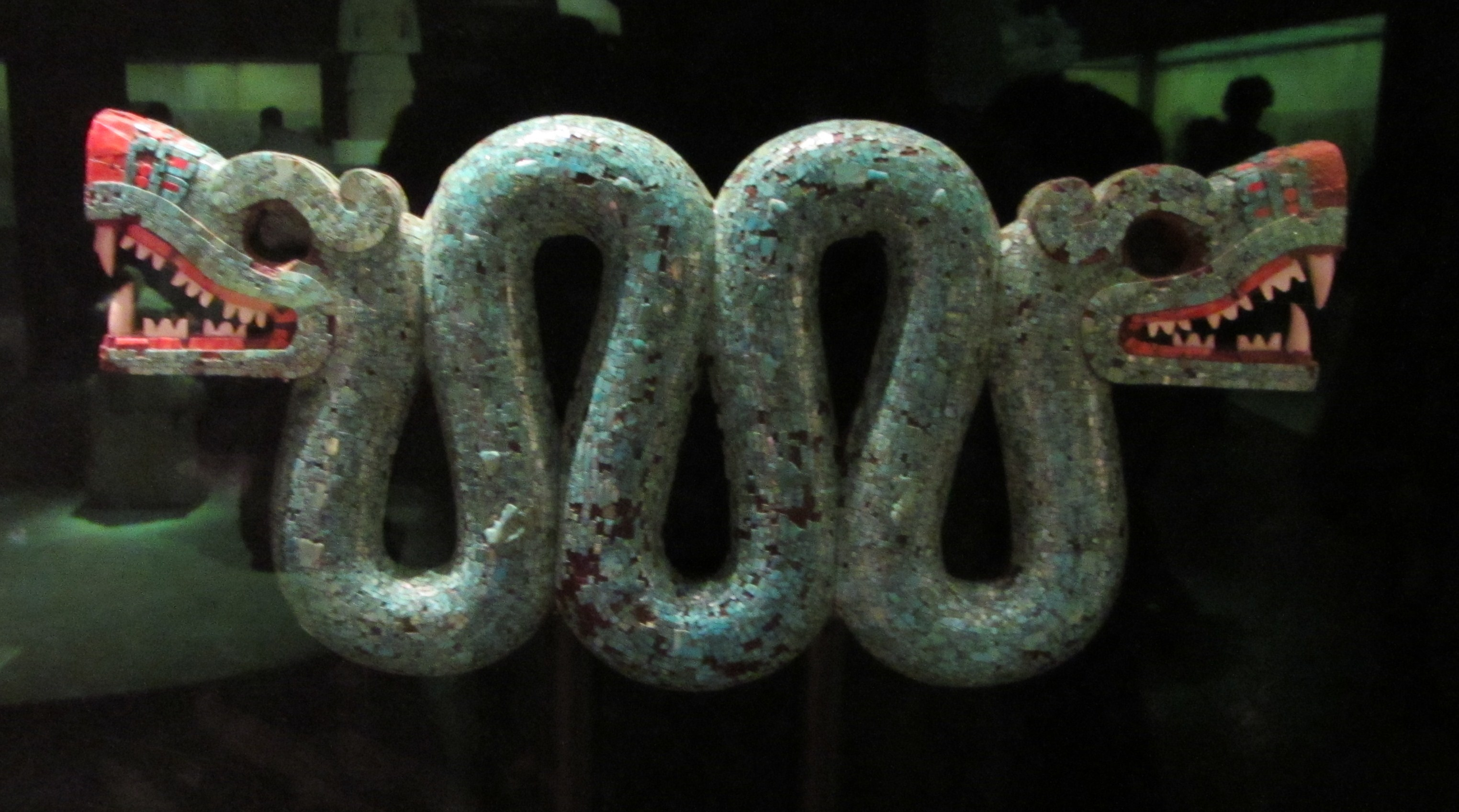
双頭の大蛇、トルコ石モザイク、アステカ、ミシュテカ文化、1500年頃
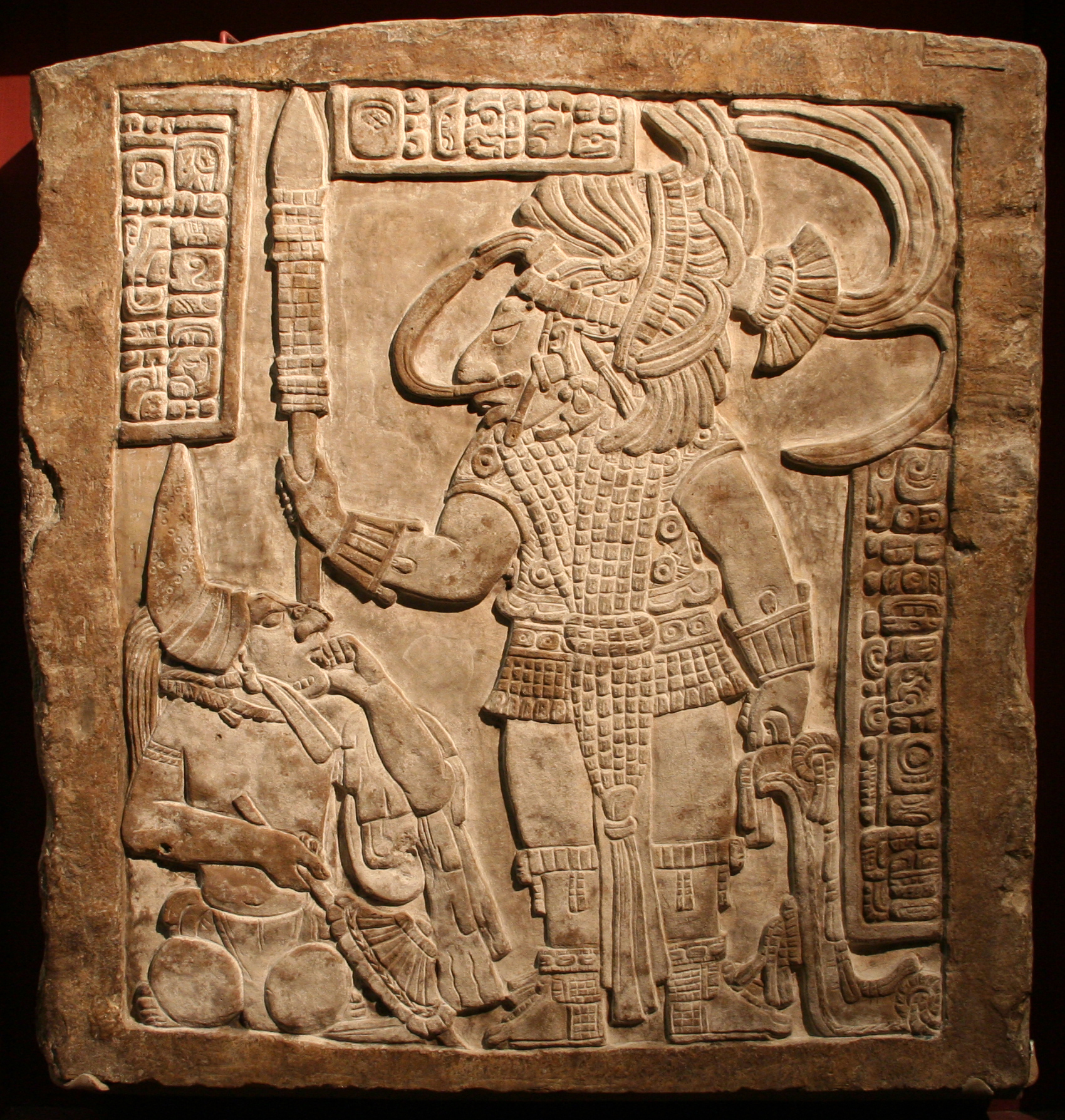
ヤシュチランの石造浮彫、マヤ文明、600 - 900年
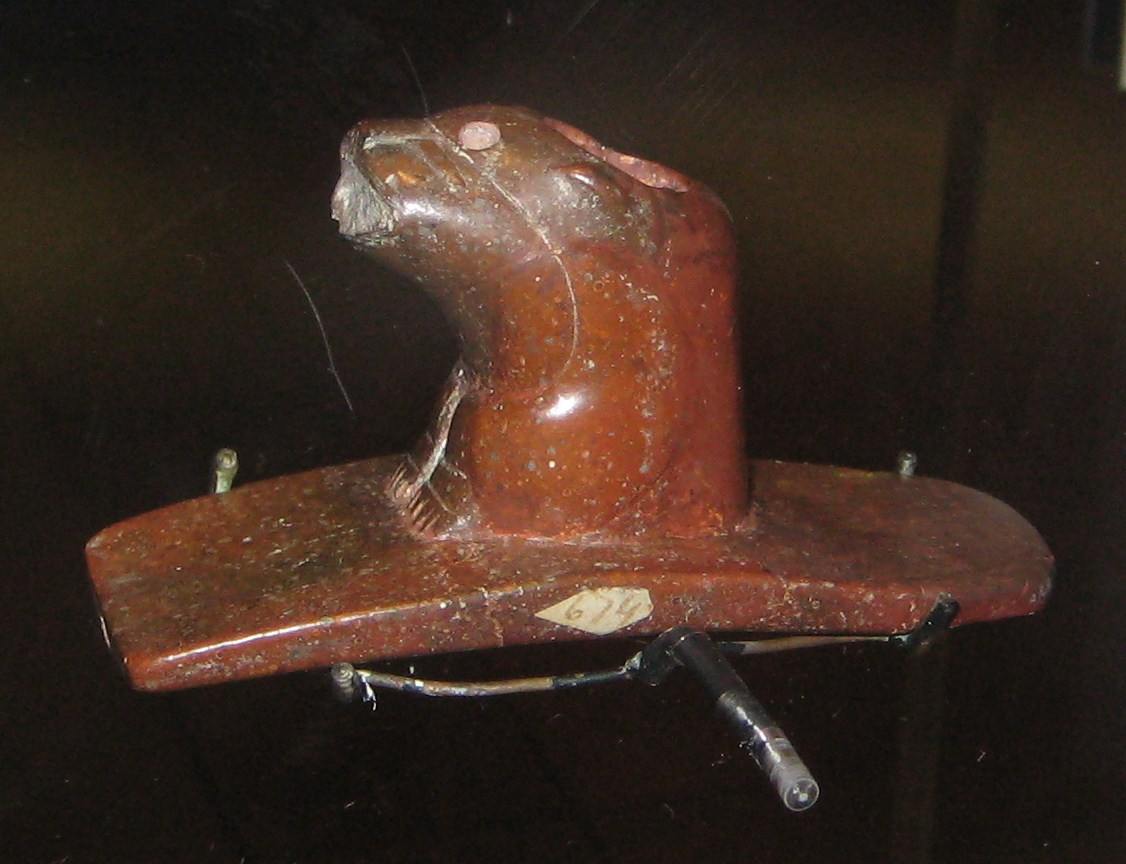
カワウソを象った石製パイプ、ホープウェル文化、オハイオ州出土、紀元前200 - 後100年頃
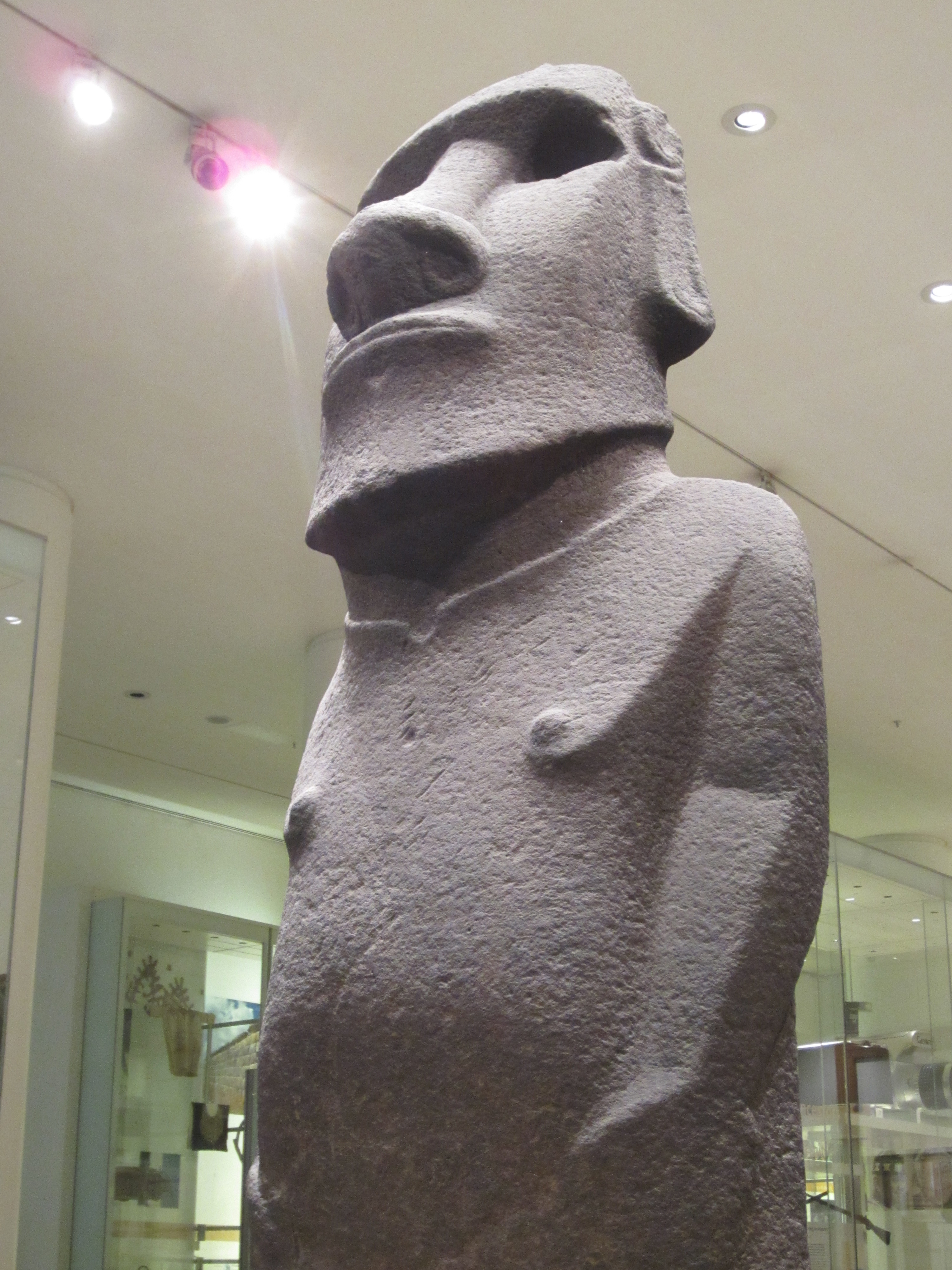
巨石像（ホア・ハカナナイア）、イースター島、オロンゴ

## 来館情報
- 開館時間は10:00 - 17:30（ただし木曜・金曜には閉館時間を延長している展示室有り）
- 休館日は、元日・聖金曜日・12/24 - 26
- 最寄りの地下鉄駅はラッセル・スクウェア駅（ピカデリー線）・ホルボーン駅（セントラル線・ピカデリー線）・トテナム・コート・ロード駅（セントラル線・ノーザン線）・グージ・ストリート駅（ノーザン線）など。各駅からおよそ徒歩10分。
- グレートラッセル通りに専用駐輪場有り・駐車場は身体の不自由な来館者専用。
- 全館入場料無料。特別展示は有料の場合有り。